# Aschenputtel

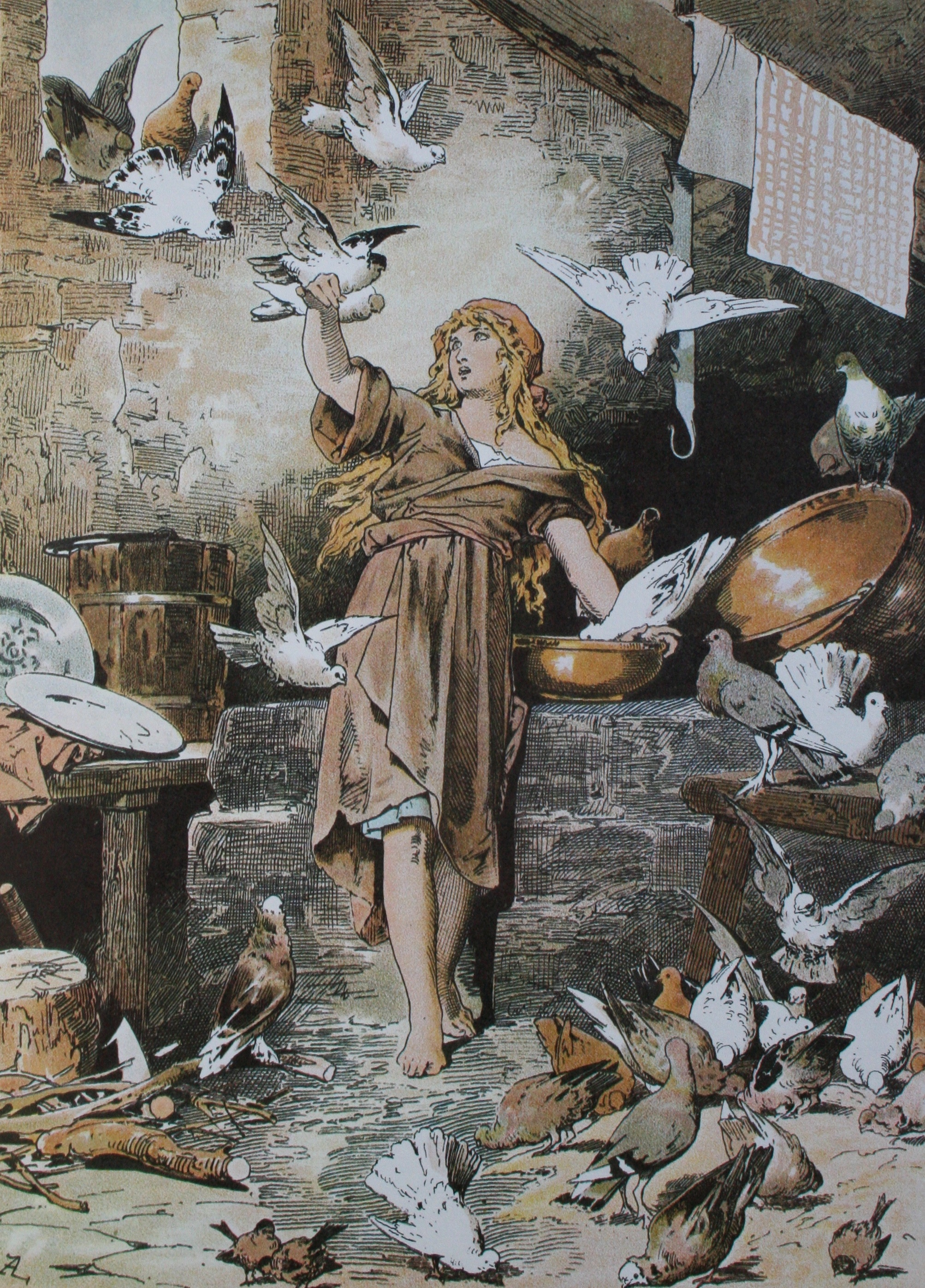
Darstellung von Alexander Zick

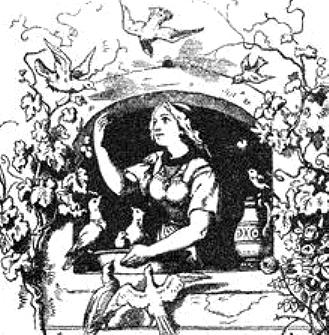
Zeichnung von Adrian Ludwig Richter

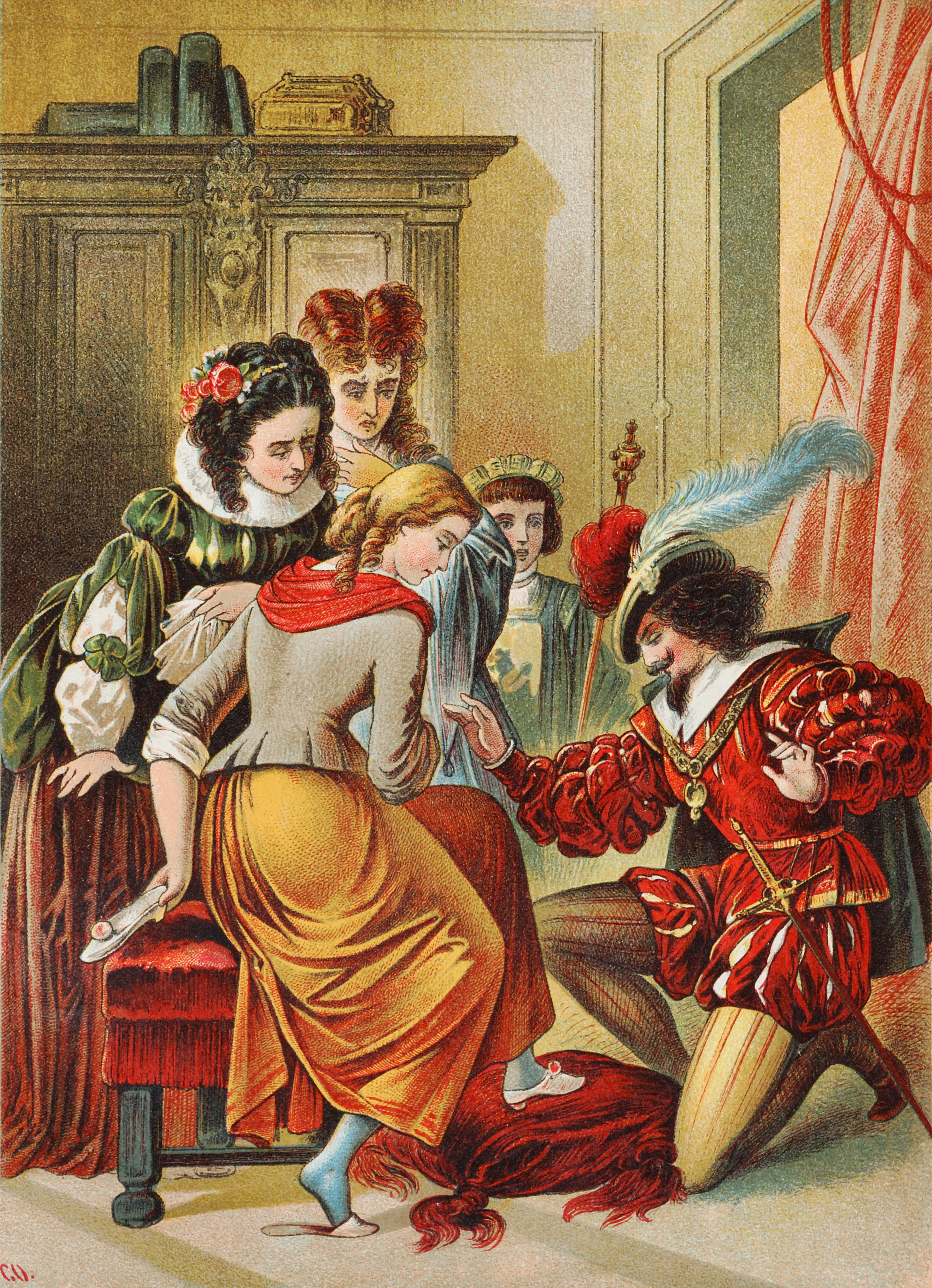
Illustration von Carl Offterdinger

Aschenputtel ist die Titelperson eines Märchens (ATU 510 A). Es steht in den Kinder- und Hausmärchen der Brüder Grimm an Stelle 21 (KHM 21) und geht zum Teil auf Charles Perraults Cendrillon ou la Petite Pantoufle de verre (Aschenputtel oder der kleine Glasschuh) von 1697 zurück. Ludwig Bechstein übernahm es als Aschenbrödel in sein Deutsches Märchenbuch (1845 Nr. 70, 1853 Nr. 62). Das Märchen erschien auch als Die drei Schwestern in Ignaz und Josef Zingerles Kinder- und Hausmärchen aus Tirol. Ein früheres Märchen ähnlichen Typs ist Die Aschenkatze in Giambattista Basiles Pentameron. Perraults Fassung mit den in Apfelschimmel verwandelten Mäusen und dem Kürbis, der mit Hilfe einer Fee zur Kutsche wird, prägte Walt Disneys Zeichentrickfilm Cinderella von 1950 maßgeblich.

## Inhalt nach den Brüdern Grimm (1812)

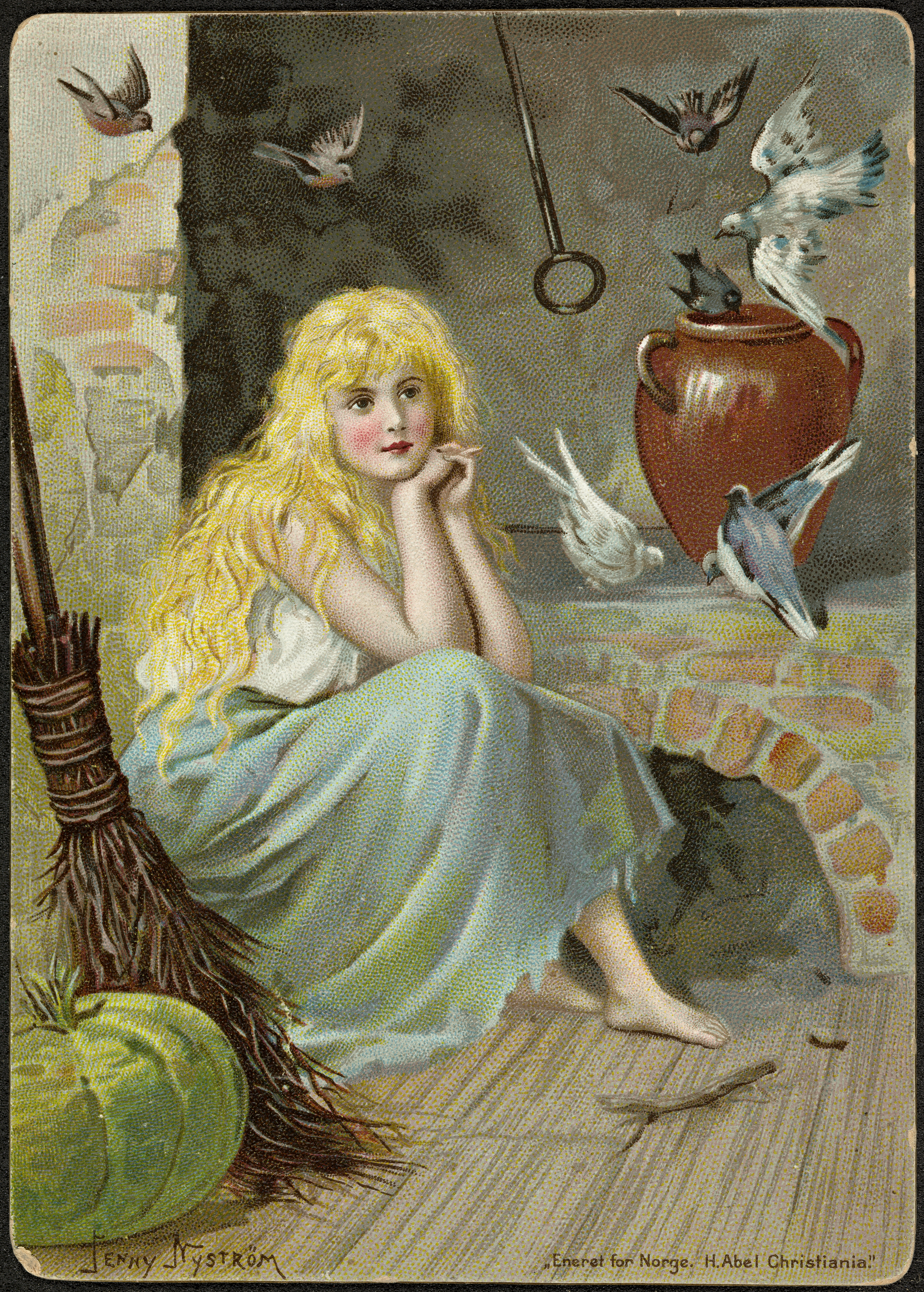
Bild von Jenny Nystrøm, um 1890

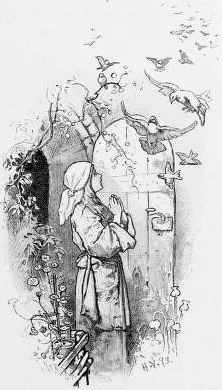
Illustration von Hermann Vogel

Die Tochter eines reichen Mannes wächst wohlbehütet auf. Als die Mutter stirbt, bittet sie auf dem Totenbett die Tochter, ein Bäumlein auf ihrem Grab zu pflanzen, an dem sie rütteln solle, wenn sie einen Wunsch habe, was die Tochter auch tut. Zwei Jahre nach dem Tod ihrer Mutter heiratet der Vater eine Witwe, die zwei Töchter mit ins Haus bringt. Stiefmutter und Stiefschwestern machen dem Mädchen auf alle erdenkliche Weise das Leben schwer. Weil es nicht nur gröbste Schmutzarbeit leisten, sondern fortan auch in der Asche neben dem Herd schlafen muss, wird das Mädchen Aschenputtel genannt.
Eines Tages gibt der König einen Ball, der drei Tage dauert. Die Stiefschwestern lassen sich von Aschenputtel für den Ball vorbereiten und geben ihr eine Schüssel voller Linsen, die sie bis zum Abend lesen soll. Als Aschenputtel sich an die Arbeit macht, kommen zwei Tauben angeflogen und fragen sie, ob sie ihr helfen sollen. Aschenputtel antwortet: „Ja, die schlechten ins Kröpfchen, die guten ins Töpfchen.“ Dann stellt sie sich auf die oberste Stufe des Taubenschlages und kann so ihre Schwestern beim Tanz mit dem Prinzen sehen.
Als die Schwestern am nächsten Tag die gelesenen Linsen sehen und hören, dass Aschenputtel ihnen zugesehen hat, lassen sie den Taubenschlag abreißen. Sie geben dem Mädchen einen Sack voll Wicken, die Aschenputtel wieder auslesen soll. Abermals fliegen die Tauben herbei und helfen ihr bei der Aufgabe. Sie raten ihr, zu dem Bäumlein auf dem Grab ihrer Mutter zu gehen und sich schöne Kleider zu wünschen, aber sie solle vor Mitternacht wieder zu Hause sein. Als Aschenputtel also das Bäumchen schüttelt und spricht: „Bäumlein, rüttel und schüttel dich, wirf schöne Kleider herab für mich!“, liegen danach ein silbernes Kleid sowie Perlen, Strümpfe und silberne Pantoffeln vor ihr.
Als sie das Kleid angezogen hat, steht vor ihrer Tür ein Wagen mit sechs Rappen, der sie zum Schloss bringt. Im Schloss hält der Prinz sie für eine fremde Prinzessin, und die Schwestern, die sie nicht erkennen, ärgern sich, dass jemand schöner ist als sie. Um Mitternacht verlässt Aschenputtel den Ball und gibt die Kleider an das Bäumchen auf dem Grab zurück.
Am nächsten Morgen sind die Schwestern schlechtgelaunt und geben Aschenputtel erneut eine Schüssel mit Erbsen, die sie aussortieren muss. Wieder helfen ihr die Tauben, und sie geht zu dem Bäumchen für ein neues Kleid. Diesmal ist es aus Gold und Edelsteinen, und sie erhält auch goldene Schuhe. Vor ihrer Tür steht diesmal ein Wagen mit sechs Schimmeln, der sie zum Ball fährt. Als die Schwestern sie sehen und nicht erkennen, werden sie blass vor Neid. Der Prinz hat aber, damit sie nicht so schnell fortlaufen kann, die Schlosstreppe mit Pech bestrichen. Aschenputtel vergisst beim Tanzen die Zeit. Als sie den Glockenschlag hört, fällt ihr die Warnung der Tauben ein, und sie erschrickt.
Beim Hinausrennen bleibt einer ihrer Schuhe im Pech hängen. Der Prinz lässt bekanntgeben, dass er Diejenige heirate, der der Schuh passe, doch allen ist der Schuh zu klein. Der Königssohn forscht auch im Haus des Vaters nach. Die beiden Stiefschwestern versuchen vergebens, den zierlichen Schuh über ihre Füße zu ziehen. Auf den Rat der Mutter hin schneidet sich die erste die Ferse und die zweite den großen Zeh ab. Auf dem Weg zum Tor wird der Betrug jedoch beide Male durch die Tauben aufgedeckt: „Rucke di guck, rucke di guck! Blut ist im Schuck (Schuh): Der Schuck ist zu klein, die rechte Braut sitzt noch daheim.“ Aschenputtel, der als Einziger der Schuh passt, wird schließlich als wahre Braut erkannt.

## Veränderungen bei Grimm (1819) und Bechstein (1845)
Ab der Fassung von 1819 pflanzt Aschenputtel das Haselnussbäumchen, das es sich von seinem Vater gewünscht hat, auf dem Grab der Mutter. Auf dem Baum lässt sich dann ein Vöglein nieder, das Aschenputtel gibt, was es sich wünscht. Nun sind es nicht mehr nur zwei Tauben, die Aschenputtel beim Lesen der Linsen helfen, sondern eine ganze Schar. Als Aschenputtel zu dem Baum sagt: „Bäumchen, rüttel dich und schüttel dich! wirf Gold und Silber über mich!“, da wirft der Vogel ein goldenes und silbernes Kleid herunter. Der Königssohn begleitet Aschenputtel auf dem Heimweg, doch es entwischt ihm ins Taubenhaus, das der Prinz auf der Suche nach ihm mit einer Axt entzweischlägt.
Am nächsten Abend wiederholt sich der Vorgang, diesmal entwischt Aschenputtel auf einen Birnbaum im Garten, den der Vater mit einer Axt schlägt. Als die Stiefschwestern mit dem Prinzen davonreiten wollen, kommen sie am Haselbäumchen auf dem Grab vorbei, wo die beiden Tauben auf das Blut im Schuh hinweisen. Im Vergleich zur Urfassung von 1812, die mit dem Erkennen der richtigen Braut endet, erweitern die Brüder Grimm in der Fassung von 1819 das Märchen um Aschenputtels Hochzeit mit dem Prinzen. Dabei erhalten die Stiefschwestern, die Aschenputtel zur Kirche begleiten, ihre gerechte Strafe, indem ihnen die zwei Tauben die Augen auspicken.

## Inhaltsangabe nach Perrault (1697)

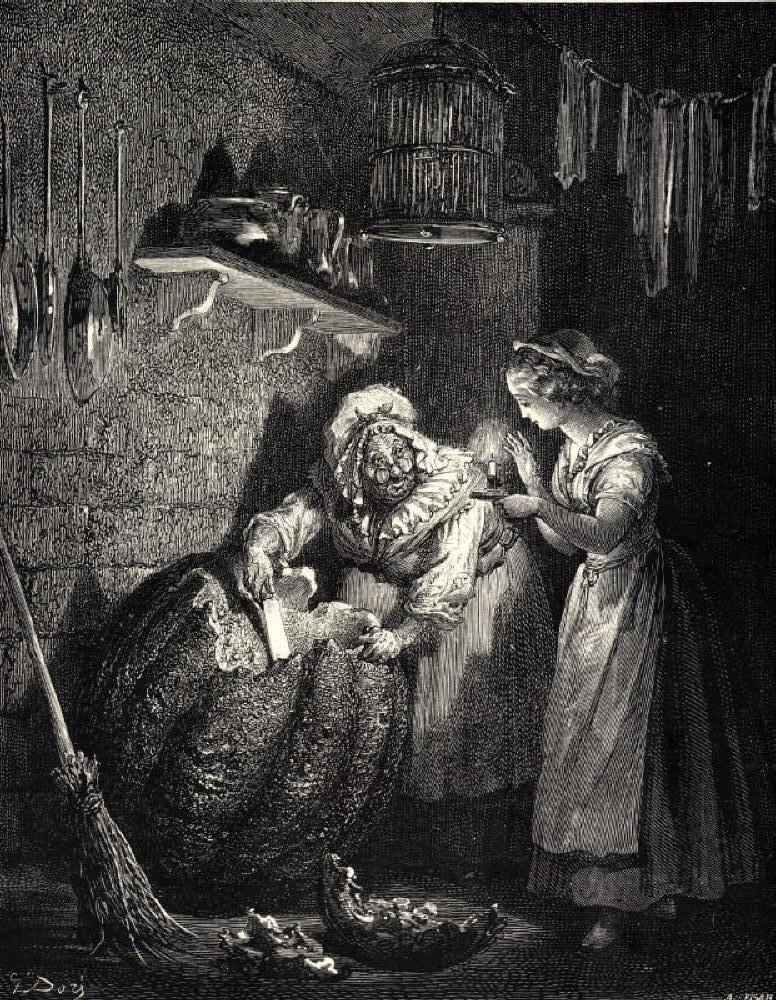
Illustration von Gustave Doré, 1897

Cendrillon ist wie bei den Brüdern Grimm, die das Märchen aus mündlichen Erzählungen (Adaptionen von Perrault) übernommen und in ihre Sammlung aufgenommen hatten, das gedemütigte Mädchen aus erster Ehe eines Edelmannes. Das Motiv des Grabes und des Haselbäumchens fehlt bei Perrault. Stattdessen ist es eine gute Fee, eine Tante von Cendrillon, die dem schönen Mädchen hilft. Als die Stiefschwestern zum Ball wollen, darf Cendrillon, die die Dienste einer niederen Magd verrichten muss, sie nicht begleiten.
In ihrer Not wendet sie sich an ihre Tante. Diese lässt Cendrillon zunächst einen Kürbis holen, den die Tante aushöhlt und mit ihrem Zauberstab in eine Kutsche verwandelt. Mäuse und Ratten und einige Eidechsen werden von ihr in Apfelschimmel, einen Kutscher und Lakaien verwandelt. Als die Fee Cendrillon mit ihrem Zauberstab berührt, hat diese prächtige Kleider an. Die Fee gibt ihr auch Glasschuhe (bei Grimm und Bechstein hingegen: kleine goldene Schuhe), in denen Cendrillon zum Ball erscheint. Ein entscheidendes und bei Perrault deutlicher herausgearbeitetes Motiv ist, dass Cendrillon vor Mitternacht zurückkehren muss, weil sonst der Zauber vergeht.
Cendrillon gilt als Schönste auf dem Ball und wird auch von den Stiefschwestern nicht erkannt. Am zweiten Ballabend, an dem Cendrillon noch prächtiger herausgeputzt ist, verpasst sie beinahe die Mitternacht, eilt beim ersten Glockenschlag hinaus und verliert dabei einen ihrer Glasschuhe, der sich nicht zurückverwandelt. Nun lässt der Prinz im ganzen Land bekannt geben, dass er nur das Mädchen heiraten will, dem der Schuh passt. Er beauftragt einen Höfling, die Anprobe vorzunehmen.
Die beiden Stiefschwestern scheitern bei dem Versuch, während der Schuh Cendrillon passt. Sie zieht nun den zweiten Schuh aus der Tasche. In diesem Moment kommt die Fee hinzu und verwandelt Cendrillons Küchenkittel in die prächtigsten Kleider. Eine Bestrafung der Stiefschwestern erfolgt nicht, weil ihnen Cendrillon verzeiht. Am Tag von Cendrillons Hochzeit mit dem Prinzen werden auch die Stiefschwestern mit zwei vornehmen Herren vom Hof verheiratet.

## Textgeschichte bei Grimm

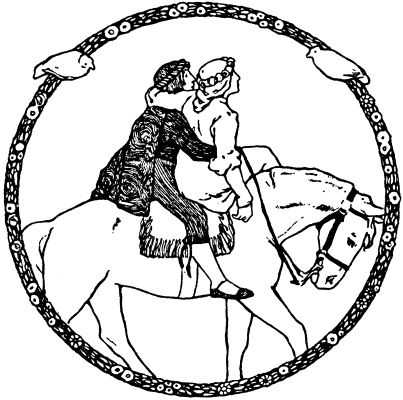
Illustration von Otto Ubbelohde, 1909

Im Text der 1. Auflage von 1812 treten die Vögel erst auf, als sie Aschenputtel die Linsen lesen, den ersten Festabend sieht es dann nur vom Taubenschlag aus. Ab der 2. Auflage entsteht der Grabbaum (vgl. KHM 47, 130) aus des Vaters Mitbringsel (vgl. KHM 88), dem Haselreis, wo das weinende Kind nun dem Vogel begegnet. So kann es am Festabend um Hilfe bitten. Alle Vöglein unter dem Himmel kommen dazu (die Szene wurde oft bildlich dargestellt), es lässt sich „Gold und Silber“ vom Baum werfen. So bringen drei Festtage lediglich die Steigerung mit noch schöneren Kleidern (vgl. KHM 65, 186). Taubenhaus und neu eingeführter Birnbaum sind nur Fluchtversteck vor dem Prinzen. Der Vater ahnt, „sollte es Aschenputtel sein.“ Anstelle mitternächtlichen Verschwindens der Festkleider (wie bei Perrault) tritt nun die Pechfalle, worin Aschenputtel den Schuh verliert. Dass die Tauben die Schwestern mit Blindheit strafen, ist neu. Es entfiel Aschenputtels Klage: „wenn das meine Mutter wüßte!“ (vgl. KHM 89) sowie die Wendung, der Prinz wollte wissen „woher sie gekommen und wohin sie fahre“ (vgl. KHM 9).
Spätere Auflagen ändern nur einzelne Formulierungen. Die Schwestern schimpfen ab der 3. Auflage „Was soll das Geschöpf (statt „Was will der Unnütz“) in den Stuben“, ab der 6. Auflage „Soll die dumme Gans (vgl. KHM 15) bei uns in der Stube sitzen!“, sie spotten: „Seht einmal die stolze Prinzessin, wie sie geputzt ist!“. Aus „hast nichts am Leib, und hast keine Kleider, und kannst nicht tanzen, und willst zur Hochzeit!“ wird zur 4. Auflage: „du willst zur Hochzeit, und hast keine Kleider, willst tanzen, und hast keine Schuhe!“ Der „Birnbaum voll herrlichem Obst“ wird zur 4. Auflage ein „Baum an dem die herrlichsten Birnen hiengen“, die Heldin klettert „behend wie ein Eichhörnchen“. Die Pechfalle auf der Treppe wird klar als List des Prinzen benannt, die Schwestern leiden mit verletztem Fuß Schmerzen. Des Vaters „kleines, garstiges Aschenputtel“, ab der 4. Auflage „kleines verbuttetes Aschenputtel“, drückt den Fuß etwas in den Schuh, „so stand es darin, als wär er ihm angegossen“, ab der 6. Auflage setzt es sich auf einen Schemel und steckt den Fuß einfach in den Schuh.

## Bechstein

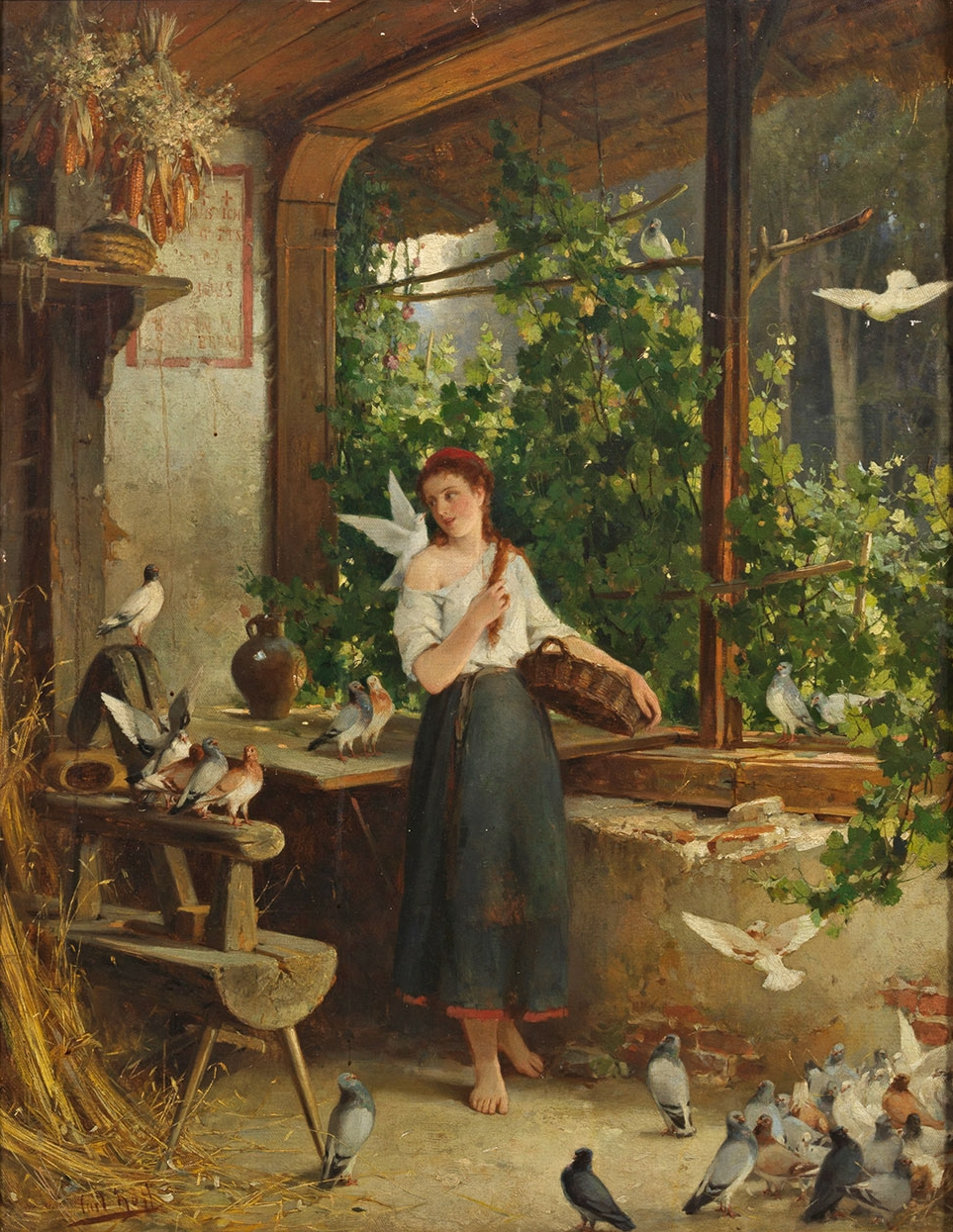
Aschenbrödel, Ölbild von Karl Heinrich Hoff

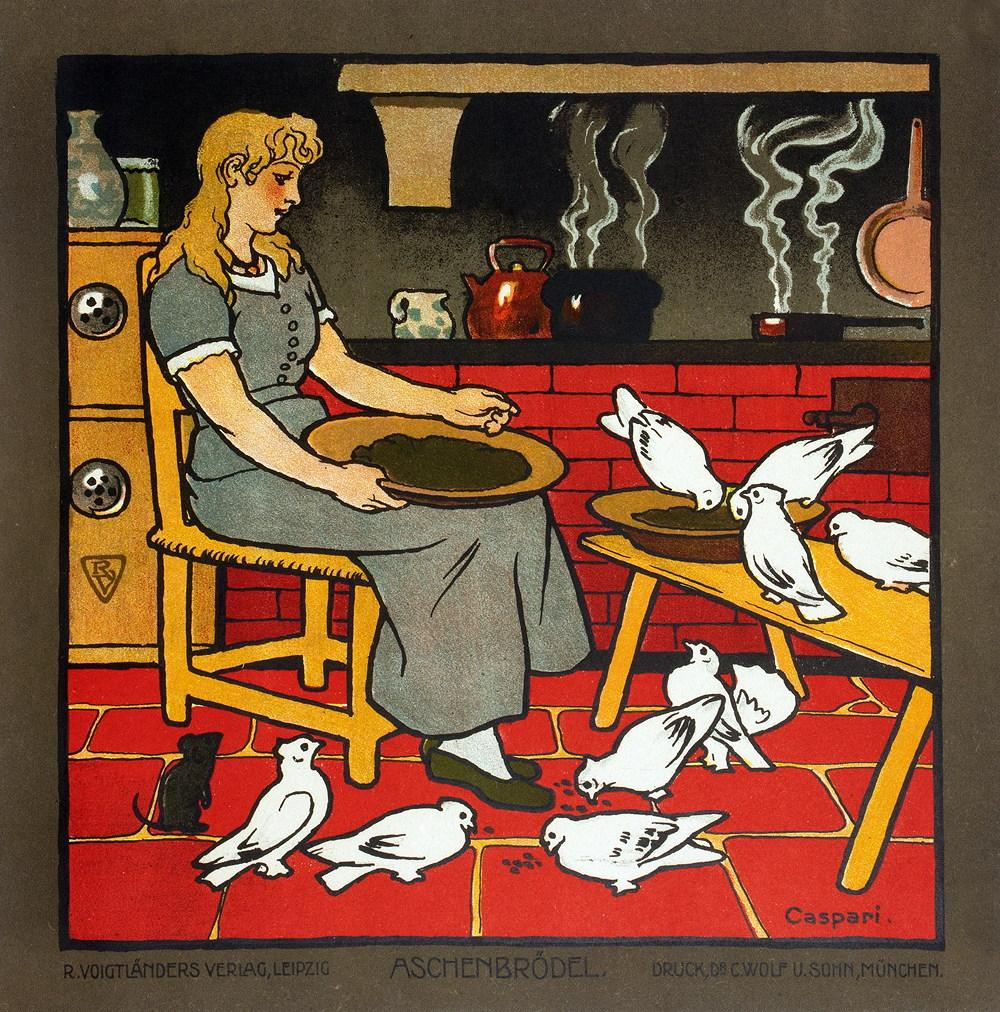
Illustration von Walther Caspari, 1905

Ludwig Bechsteins Aschenbrödel erschien 1845 in Deutsches Märchenbuch erst an Stelle 70, später an Stelle 62. Es entspricht inhaltlich weitgehend der damals aktuellen 4. oder 5. Auflage von Grimms Märchen, die er als Quelle auch nennt, ist aber kürzer und im Wortlaut neu, mit weniger wörtlichen Reden. Das Linsenlesen findet im Garten beim Haselbaum statt, die Heldin bekommt zweimal zwei Stunden Zeit, statt wie bei Grimm zuletzt nur eine halbe Stunde. Der Vogel ruft:
„Mein liebes Kind, o sage mir,
Was du wünschest, schenk ich dir!“
Aschenbrödel antwortet:
„O liebes Bäumchen, rüttle dich!
O liebes Bäumchen, schüttle dich!
Wirf schöne Kleider über mich!“
Taubenhaus, Birnbaum und Pechfalle fehlen, den Schuh verliert es „von ungefähr“, und der Prinz reitet damit von Haus zu Haus. Bei der Probe scheinen die Füße der Schwestern größer zu werden, ohne Abschneiden von Zeh und Ferse.
Ähnlich ist auch Bechsteins Aschenpüster mit der Wünschelgerte, es steht in Neues deutsches Märchenbuch an erster Stelle. In Das Nußzweiglein stößt der Zweig dem Vater an den Hut. Die Feste ähneln Die Rosenkönigin, das Baumgedicht Der Garten im Brunnen, diese Märchen fehlen in späteren Auflagen.

## Meier

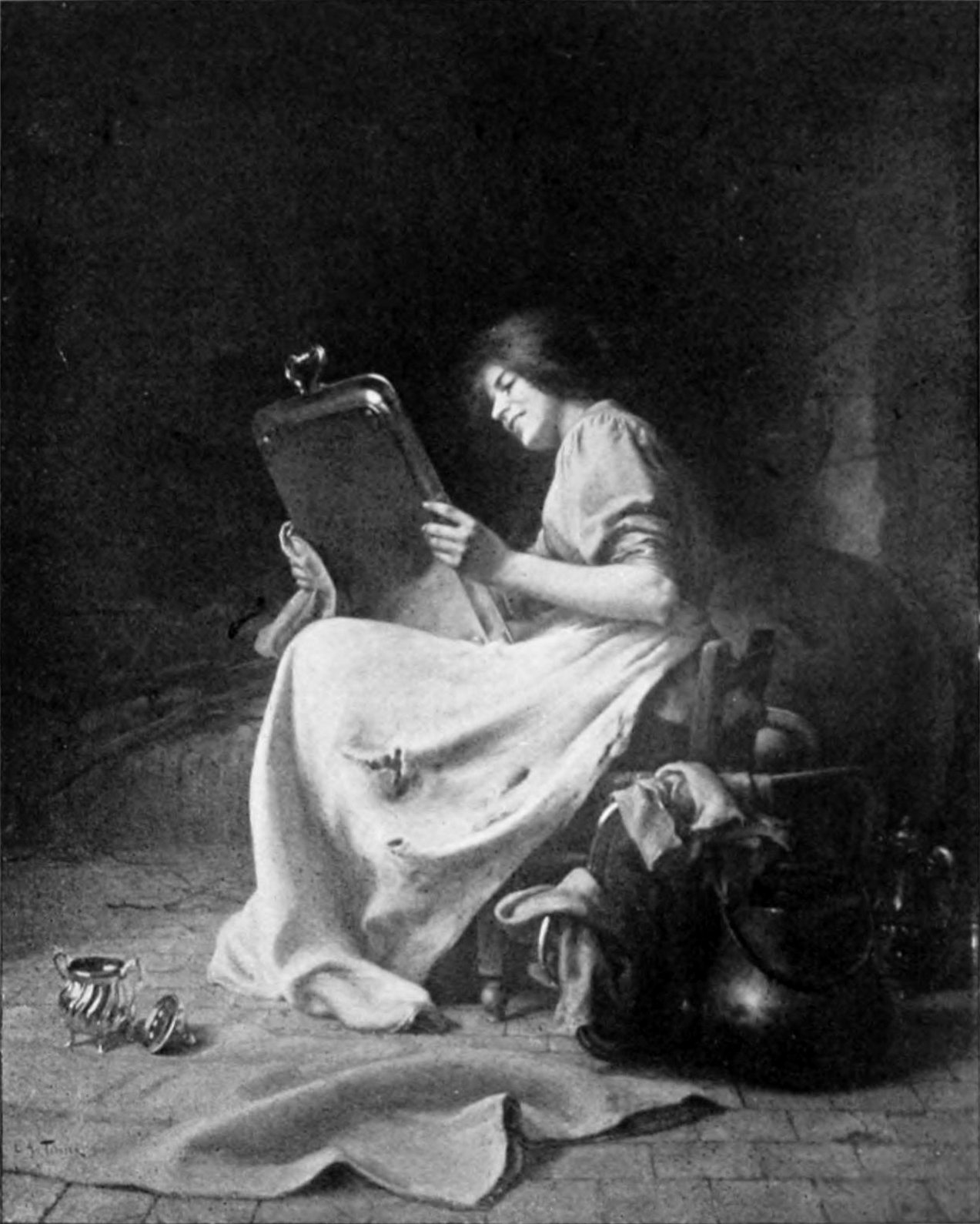
Bild von Louis Adolphe Tessier, 1909

Kürzer sind auch zwei Texte in Ernst Heinrich Meiers Deutsche Volksmärchen aus Schwaben, 1852: In Nr. 4 Aschengrittel gibt ein „Zwergle“ in einem Brunnen die Kleider. Der König schaut selbst in den Schuh: „Gru, Gru! / Der Schuh ist voll Blut! / Das ist nicht die rechte Braut.“ In Nr. 43 Eschenfidle ist es ein weißes Männlein unter einem Baum. Das Mädchen geht in den Kleidern zur Kirche, kommt immer als letzte, geht als erste, der Kaufmann wird aufmerksam. Jeweils kommt auch die Pechfalle vor.

## Herkunft

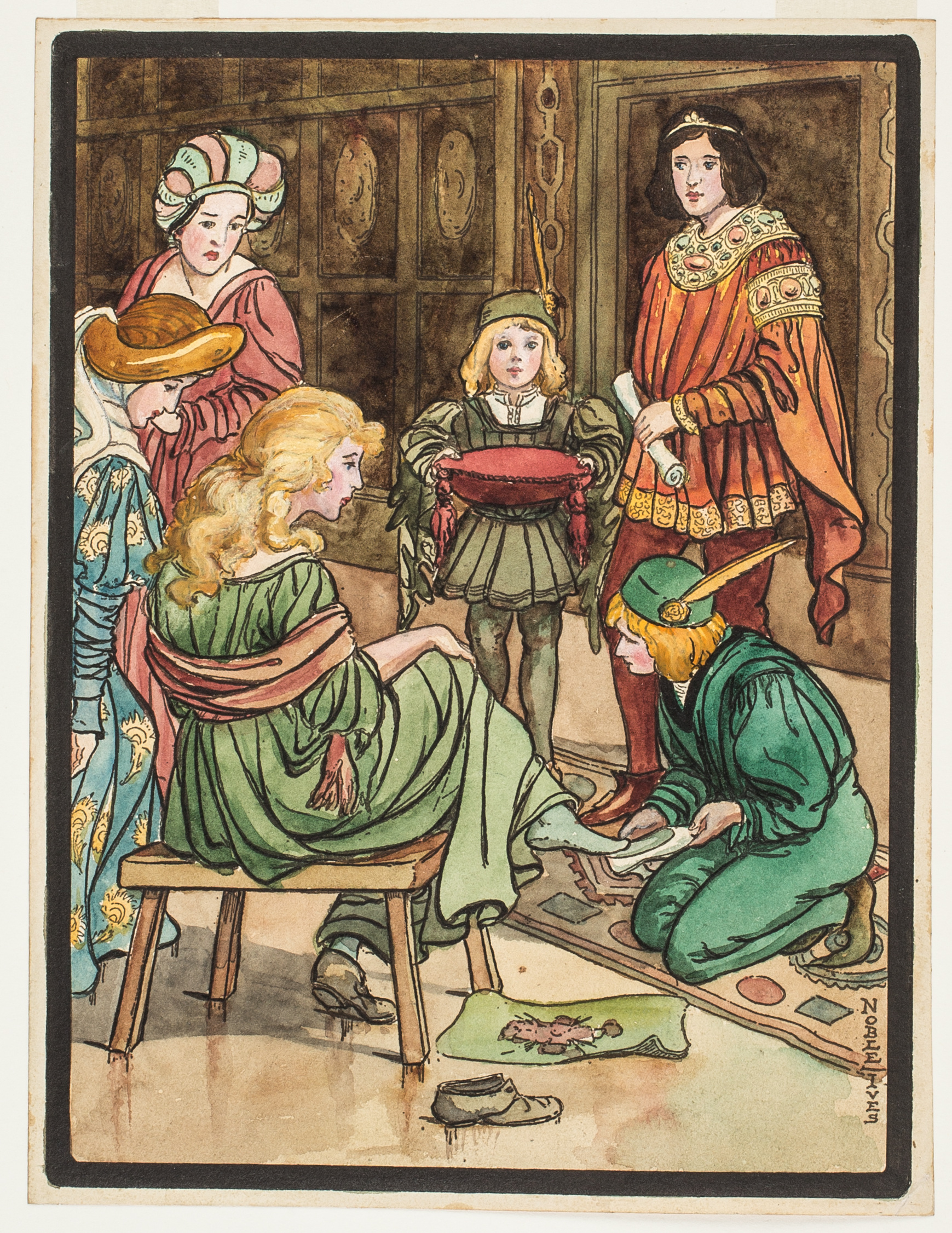
Illustration von Sarah Noble Ives, ca. 1912

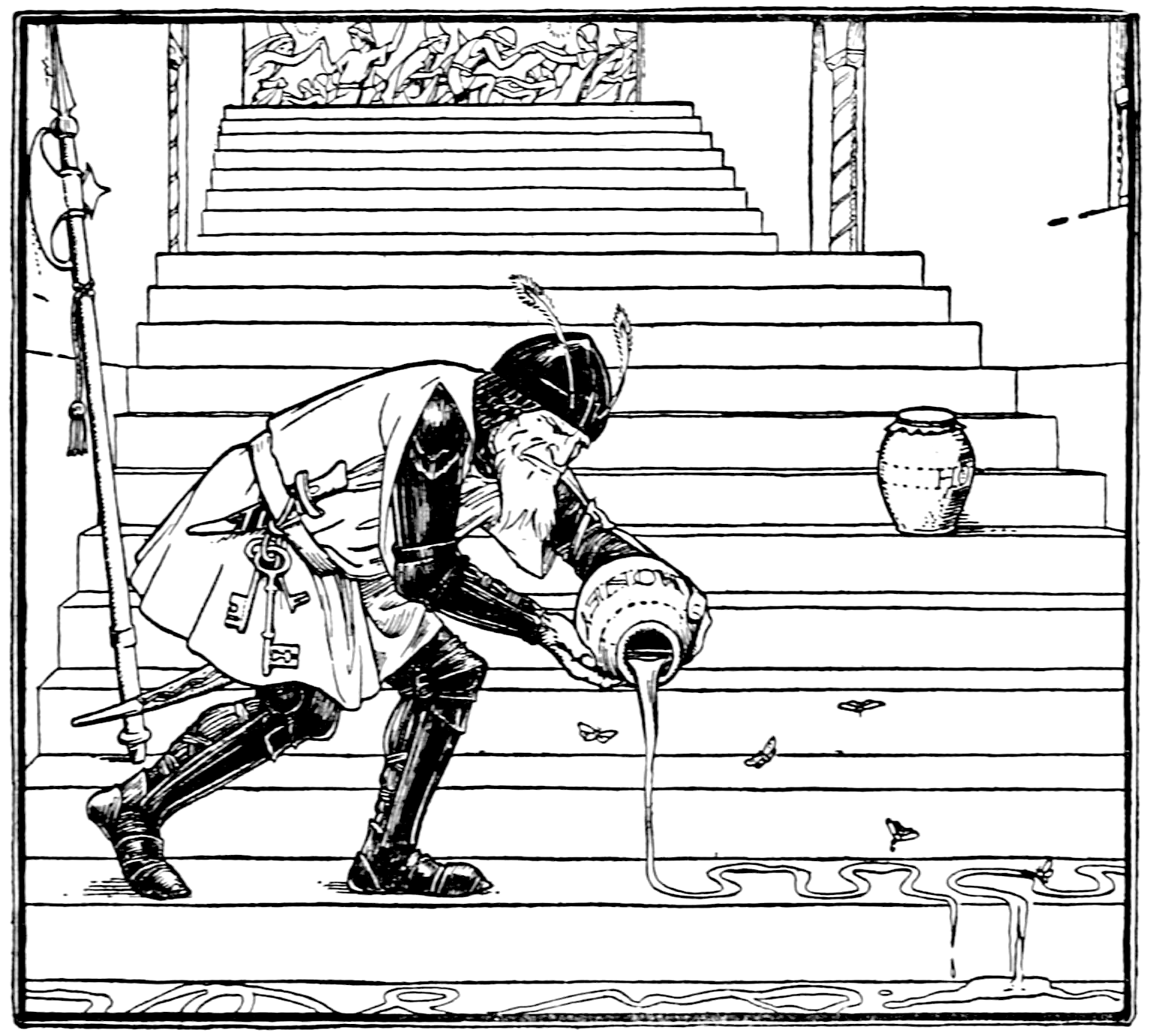
Illustration, 1916

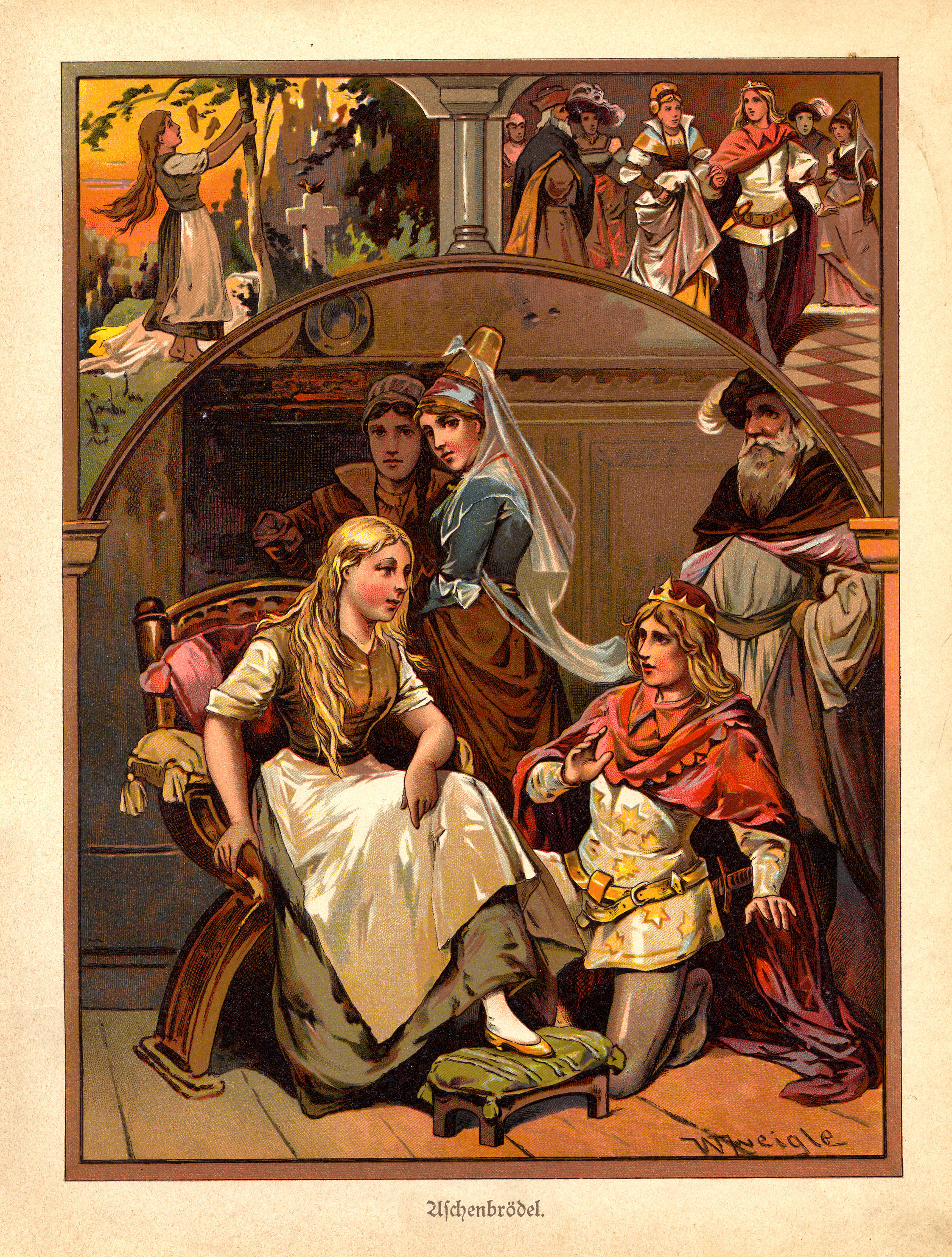
Illustration von William Creswell, 1919

Schon Grimms Kommentar Zum Aschenputtel in der 1. Auflage von 1812 beginnt mit den Worten: „gehört unter die bekanntesten und wird aller Enden erzählt“ und nennt verschiedene nieder- und oberdeutsche, dänische, polnische und slawische Namen Aschenputtels, ein Bühnenstück Aescherling und andere Fassungen: Perraults Cendrillon ou la Petite Pantoufle de verre, Aulnoys Finette Cendron, Basiles La gatta cenerentola, KHM 65 Allerleirauh.

Grimms Märchen selbst verwenden Aschenputtel als stehenden Begriff, wenn in der Einleitung zu Frau Holle die gute Tochter „der Aschenputtel im Haus“ ist und Jungfrau Maleen von der falschen Braut „Aschenputtel“ genannt wird. De wilde Mann wird im Kommentar als männliches Aschenputtel bezeichnet. Grimms Wörterbuch erwähnt Aschenputtel als „der hessische name“ für Aschenbrödel, ein in Asche „brodelnder“ Küchenjunge:
„dies wort (Aschenbrödel) enthält eine uralte, in den märchen ständige und reicher entfaltung fähige vorstellung. von drei söhnen gilt der jüngste für dumm und wird verachtet, weil er seine erste jugend im schmutz und in der asche der küche zubringt; als endlich seine zeit erscheint, tritt er auf, thut es seinen brüdern weit zuvor und erreicht das höchste ziel.“ „...“ „fabel und name gehen aber gleich häufig auf die dritte oder jüngste tochter über, die im schmutz der küche schwere arbeit verrichtet, der zuletzt für ihr aschengewand königlicher schmuck zu theil wird.“
Grimms Anmerkung von 1856 notiert zur Herkunft „Nach drei Erzählungen aus Hessen“. Eine davon „aus Zwehrn“ (wohl von Dorothea Viehmann) endet so, dass der König Schlüssel zur verbotenen Kammer da lässt (wie Blaubart), darin findet sie einen Blutbrunnen, in den die böse Schwester sie wirft, um sie zu ersetzen, wie in Brüderchen und Schwesterchen. Der Schluss einer vierten Erzählung „aus dem Meklenburgischen“ erinnere an Genoveva von Brabant: Stiefmutter und -schwester vertauschen der Königin neugeborene Söhne mit Hunden und lassen sie vom Gärtner töten, der sie aber in eine Waldhöhle bringt, wo sie mit einer Hirschkuh aufwachsen, schließlich wird der König auf die wilden goldhaarigen Buben aufmerksam.
In einer fünften „aus dem Paderbörnischen“ will die Gräfin ein Kind so rot und weiß wie Rose und Schnee (wie Schneewittchen), die Amme stürzt sie aus dem Fenster, das Kind weint aufs Grab und erhält den Schlüssel zu einem Baum (wie Marienkind). Darin sind Kleider, Seife und Gebetbuch, der Graf hält es fest, indem er die Kirchenschwelle mit Pech bestreicht. In einer sechsten in Büschings Wöchentl. Nachrichten 1, 139 bellt ein Hund bei der falschen Braut „wu, wu, wu! / Schuh voll Blut!“, bei der rechten „wu, wu, wu! / Schuh paßt gut!“ In Hagens Erzählungen und Märchen 2, 339 bellt er „hau, hau, hau, hau, hau, / mein Herr hat nicht die rechte Frau“. Sie nennen noch Colshorn Nr. 44, Meier Nr. 4.
Die Brüder Grimm stellen fest, das Märchen gehöre „zu den bekanntesten und wird aller Enden erzählt“, auch als „Askenpüster“, „Askenböel“, „Askenbüel“, „Aschenpöselken von pöseln, mühsam (die Erbsen aus der Asche) suchen“, „Aschpuck“, „Aschenpuddel“, „Aschenbrödel“, „Äscherling“, „Aschengrittel“, „Aschengruttel“, „Äschengrusel“, „dänisch und schwedisch Askefis, vom blasen in die Asche (at fise i Asken). Jamieson v. Assiepet, Ashypet, Ashiepattle, a neglected child, employed in the lowest kitchenwork. Polnisch Kopciuszek von Kopec, Ruß, Rauch.“ „Aschenprödel“ sei auch ein von stolzen Brüdern verachteter Knabe, ähnlich Der Eisenhans, „Aschentagger“ bei Zingerle „S. 395“, sie sammeln Beispiele. Odysseus setzt sich bei Alkinoos in die Asche. Dass Tauben rein lesen, sei oft erwähnt, so bei Meister Sîgeher („MS. 2, 221b“), „dem milten bin ich senfte bî / mit linden sprüchen süezen, / schône alz ez ein turteltûbe habe erlesen.“
Bei Geiler von Keisersberg in Brosamen Bl. 88b lese die Taube die reinsten Körnchen auf, daher sage man zu sauberem Korn, „es ist eben als hetten es die tauben zsamen getragen“. In Paulis Schimpf und Ernst (1535) „Cap. 315 Blatt 60a“ kniet eine Frau ganz hinten in der Kirche, eine Taube liest ihre Tränen auf. Zur Erkennung am verlorenen Schuh nennen sie Rhodope („Aelian Var. Lib. 13“). Kudrun werde im Unglück Aschenbrödel. Sie nennen noch Basiles Cennerentola, Perraults Cendrillon ou la Petite Pantoufle de verre, Aulnoys Finette Cendron, norwegisch bei Asbjörnsen „S. 110“, ungarisch bei Stier „S. 34 folg.“, serbisch bei Wuk Nr. 32, KHM 65 Allerleirauh, KHM 130 Einäuglein, Zweiäuglein und Dreiäuglein.
Eine Wilhelm Grimm in Marburg zugekommene Niederschrift Aschenputtels war Teil der handschriftlichen Urfassung von 1810, ging in diesem Fall aber verloren. Der Text der 1. Auflage kam teils von der sogenannten „Marburger Märchenfrau“, aus Perraults Cendrillon und Laskopal und Miliwka in Sagen der böhmischen Vorzeit (anonym, 1808), die 2. Auflage auch von Dorothea Viehmann.
Laut Hans-Jörg Uther ist die Herkunft nicht eindeutig zu klären. Er nennt zum Vergleich Perraults Cendrillon, aber auch d’Aulnoys Finette Cendron und La Belle aux chevaux d’or, ferner Laskopal und Miliwka in Sagen der böhmischen Vorzeit (anonym, 1808). Er stellt fest, dass es bis ins 19. Jahrhundert hinein deutsche Fassungen von Aulnoys Märchen gab, nennt aber auch Publikationen, die um 1810 die Verbreitung in Zittau oder im Harz betonen. Eine Leitfassung hatte sich anscheinend noch nicht herausgebildet. Die Brüder Grimm wählten die niederdeutsche Namensform Aschenputtel wohl in Abgrenzung zu früheren Fassungen aus dem Französischen. Eine der ersten Perrault-Übersetzungen hieß um 1760 Aschen-Brodel, und d’Aulnoys Finette Cendron in Die Blaue Bibliothek aller Nationen (Bd. 4, 1790) Aschenbrödel.
Rainer Wehse erklärt den Namen der Heldin mit griechisch achylia (Asche) und pouttos oder poutti (weibliches Genital), Achylopouttoura sei in griechischen Varianten eine Frau, die am Herd hockt, eigentlich eine Katze, die von Asche unten schmutzig ist. Namen mit „Asche“ hat sie nur in Europa. Das Körnerlesen soll die Heldin daheim festhalten, kann also durch andere unlösbare Aufgaben ersetzt sein. Die Fliehende wirft Geld, Juwelen oder Asche hinter sich (vgl. Atalante) oder macht mit Zauberformeln Nebel.
Jünger ist das Motiv der Pechfalle, in der sie den Schuh verliert. Dass ein schöner Fuß klein ist, passt zu orientalischem Ursprung. Die oft in Versform sprechenden Tierzeugen verraten in der älteren Form der Heldin Versteck, in der jüngeren die kaputten Füße der Schwestern. Der Baum ist in Großbritannien und Skandinavien ein Stein, Hügel oder Haus. Das Grab mit Baum scheint Überrest einer „toten Mutter als Helfer“ oder der „Kuh als Helfer“, in deren Bauch ein Kleinod ist oder auf deren Grab der „kleiderspendende Baum“ steht. Diese Formen sind älter, weiter verbreitet und bilden als AaTh 511 oft den Anfang des Märchens (wie in Grimms Einäuglein, Zweiäuglein und Dreiäuglein). Der Verbund aus AaTh 511 und AaTh 510 A kommt von Irland bis Japan vor, die reduzierte Form AaTh 510 A in Nord-, Mittel- und Osteuropa, weniger in Südeuropa, wo AaTh 510 B (wie Grimms Allerleirauh) häufiger ist.

## Interpretationen

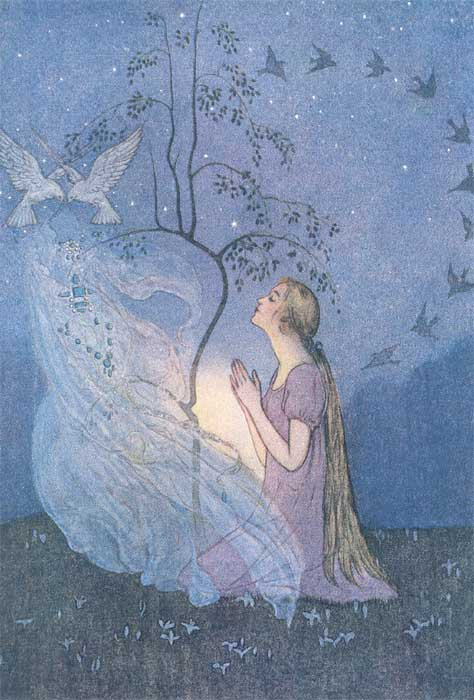
Illustration von Elenore Abbott, 1920

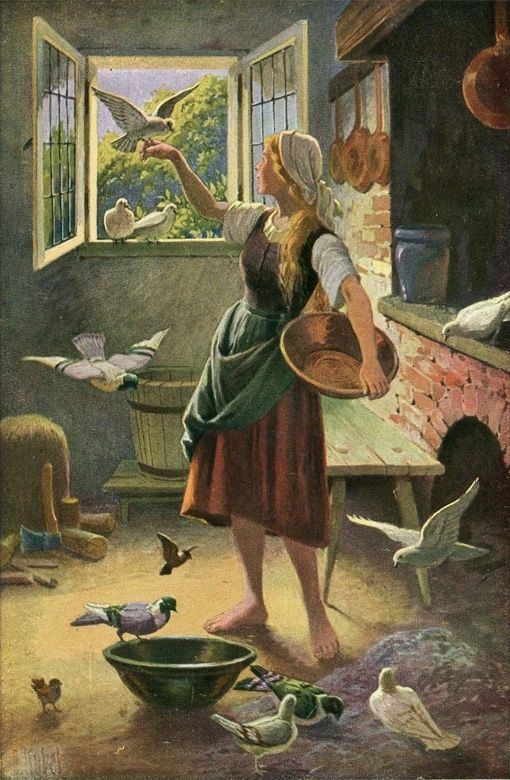
Illustration von Otto Kubel, um 1930

Aschenputtel bleibt eines der beliebtesten Märchen. Für Ernst Tegethoff war es „Glückstraum sozial Entrechteter“, für Max Lüthi auch Antizipation künftiger Möglichkeiten, Entwurf einer Entwicklung, laut Rainer Wehse vielleicht, weil es Zaubermärchen und lebensnahe Schicksalsschilderung ist. Tauben sind ein christliches Symbol des Heiligen Geistes (Mt 3,16 , vgl. KHM 33, 76). Der Anthroposoph Rudolf Meyer spricht auch vom Leuchten der „Seelenkleider“ zur Vereinigung mit dem „Geistselbst“ (2 Kor 5,2 ). Bei Edzard Storck erfährt das fromme Mädchen, dank mütterlicher „Weisheitskräfte der Vergangenheit“, durch den Vater vom himmlischen Vater (Eph 3,15 ), dafür müssen „Kopfkräfte des Verstandes“ zurücktreten. Die Hasel ist heilig (Jes 11,1 ), zieht nach Rudolf Steiner Kräfte in den Boden, die Tränen wie eine kultische Weihe. Das Kreuz wird zum Lebensbaum (Novalis’ Hymnen an die Nacht, 3: „… floß die Wehmut in eine neue, unergründliche Welt“), göttliche Liebeswirklichkeit gegenwärtig (Mk 11,24 ). Platon spreche vom Taubenschlag der Seele, wo Gedanken hin und her fliegen und man immer wieder auslesen muss (Theaitetos, Kap. 36, 37), wie im Gleichnis vom Sämann sei Gedankenbildung also Opferung (Lk 8,5 ), die Kleider vielleicht Auferstehungskräfte (2 Kor 3,18 , Kol 3,9 ). Taubenhaus und Birnbaum deuten Denken und Fühlen an, erst irdisches Pech, Wille, bringt den Prinzen auf die Spur.
Hedwig von Beit erklärt das Überhandnehmen von Stiefmutter und -schwestern als Schattenaspekte der Heldin, die das positive Mutterbild abspalten und den wahren Persönlichkeitskern verdrängen. Aschenputtel holt sich Kraft aus der ins Totenreich verdrängten weiblichen Intimsphäre. Der Haselreis als Keim zur Selbstwerdung erwächst aus schmerzlicher Zuwendung zum Unbewussten und trägt den Vogel als Symbol der Inspiration. Die Linsen sind Fruchtbarkeitssymbol, Asche in der Alchemie die oft verachtete Ausgangsmaterie. Aschenputtels Aschelesen ist ein geduldiges Scheiden im Chaos des Unbewussten, dem es die Keime künftigen Schicksals zu entnehmen gilt. Der Prinz herrscht als Animusgestalt im Unbewussten, wo eben die weltlich-kollektive Einstellung der Stiefschwestern versagt. Ihre schönen Kleider bedeuten das Profane, der Heldin dagegen ist die richtige Einstellung zum Animus aus dem Unbewussten instinktiv gegeben. Ihr Tanz bedeutet eine Harmonie mit dem Unendlichen, doch ist dieses Erleben anfangs noch vor einem erneut überhandnehmenden Tagesbewusstsein zu verbergen. Hedwig von Beit vergleicht Móirín in Irische Märchen, Nr. 20 (Die Märchen der Weltliteratur), Die Schöne Wassilissa in Alfred Loepfes Russische Märchen, Das Makassarische Aschenbrödel in Malaiische Märchen, Nr. 42, Das Märchen vom Mrile in Afrikanische Märchen, Nr. 9. Bruno Bettelheim zufolge lieben Kinder Aschenputtel, dessen Geschwisterrivalität sie gut verstehen. Das Kind ist begeistert, dass alle an dessen Unschuld glauben, da es nämlich glaubt, es habe sein Los verdient. Die Bosheit der Stiefmutter und -schwestern rechtfertigt jeden schlechten Gedanken, relativiert zugleich das eigene Leid mit der realen Familie.
Für Friedel Lenz hat der Mensch als Kaufmann die Quelle seines geistigen Reichtums vergessen, deshalb soll ihm das Reis an den Hut stoßen, grade ein Haselbusch als Lebensbaum zieht kosmische Kräfte an. Der Heldin wird von den scheinheiligen Töchtern der Sinneswelt ein grauer Kittel und Holzschuhe aufgezwungen: Die Aura wird grau, das Leben verholzt, nur am Ofen, also im Herzen kann sie noch leben. Der heilige Geist muss vom Taubenhaus und Birnbaum (Geist und Gefühl) wirken, in geduldiger Selbsterziehung weichen die falschen Schwestern von uns, die in bloßer Sinnlichkeit auf zu großem Fuß leben. Wilhelm Salber sieht Übererregbarkeit mit Benachteiligungsgefühl und Häßlichkeits-Ideen, dabei der insgeheimen Hoffnung, das Leben werde alles verrechnen und irgendwann eigentlich beginnen. Die Aufteilung der Polaritäten von Über-Friedlichkeit und Feindschaft auf Kontrahenten soll die Unruhe ordnen, die doch immer wieder Neubeginn entfacht. Der Homöopath Martin Bomhardt vergleicht das Märchen mit den Arzneimitteln Carcinosinum, Formica rufa, Natrium muriaticum. Eugen Drewermann versteht Aschenputtel als missverstandenes, einsames Waisenkind. In psychologischer Sicht sieht Drewermann Der arme Müllerbursch und das Kätzchen als männliches Äquivalent zum „Frauenmärchen“ Aschenputtel, das hier den „männlichen“ Aschenputtel erkennen lässt. Der Psychotherapeut Jobst Finke sieht die Tauben (bei Perrault die Fee) als Alter Ego oder hilfreichen Begleiter der Heldin und Sinnbild ihrer tiefen Bindung zur Mutter. Das Märchen eigne sich bei kindlichen Gewalt- und Missbrauchserfahrungen in zerrüttetem Elternhaus, um schützende Identifikationsfiguren zu verinnerlichen und wieder Nähe zuzulassen.
Über das Schicksal der bösen Stiefmutter wird in keiner Fassung des Märchens berichtet, auch nicht in der Sammlung von Ludwig Bechstein, wo das Märchen in verkürzter Form ohne gravierende Abweichungen zur Fassung der Brüder Grimm wiedergegeben wird. Gleichwohl hat sich das Stereotyp dadurch verfestigt.

## Rezeptionen und Parodien

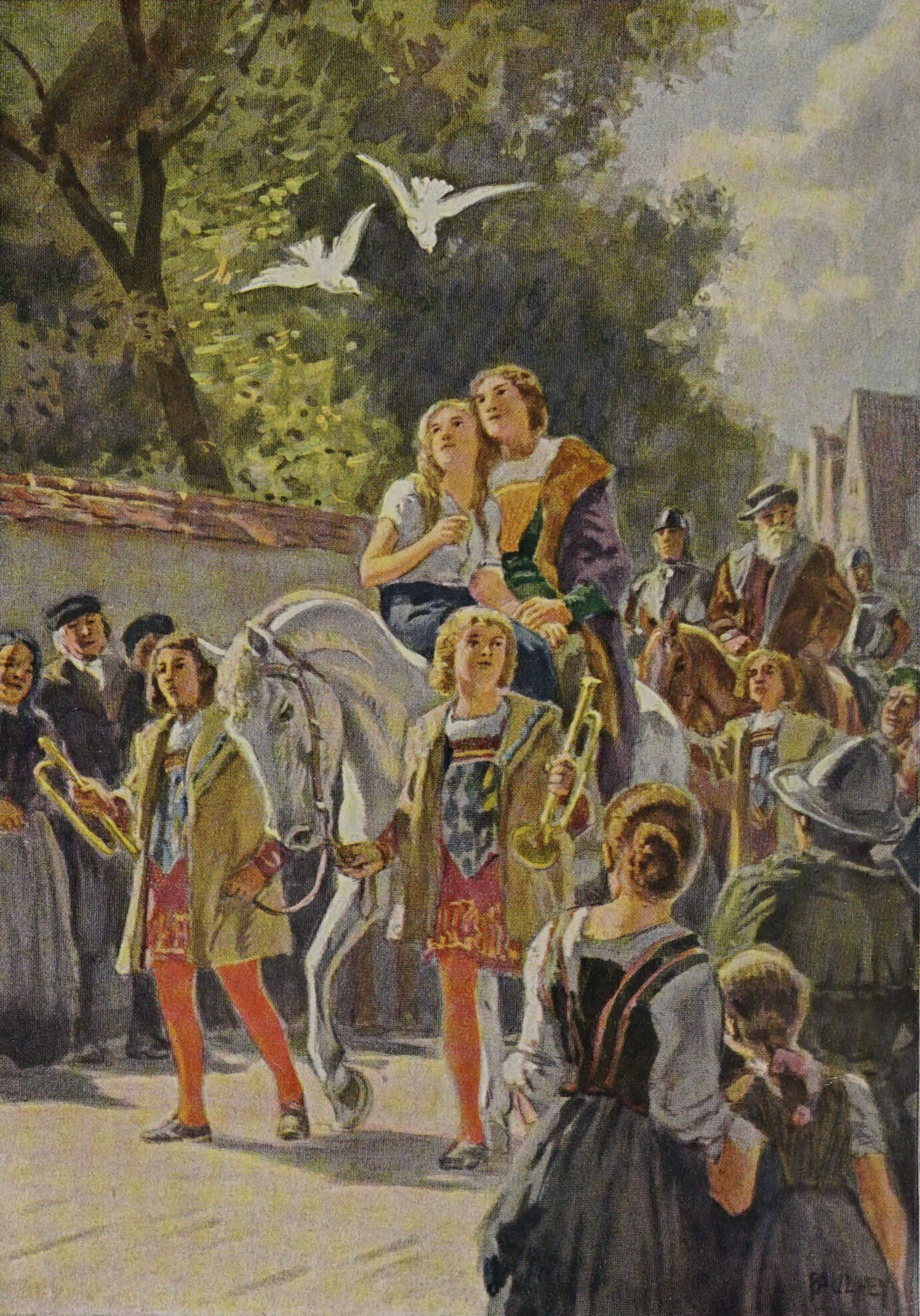
Illustration von Paul Hey, 1939

In Johann Geiler von Kaysersbergs Predigt tut Eschengrüdel im Kloster niederste Dienste und wird dann geehrt. August von Platen-Hallermünde schrieb die Komödie Der gläserne Pantoffel (1824), Christian Dietrich Grabbe die Satire Aschenbrödel (1829), Ernst Moritz Arndt ein Kunstmärchen. Drei Haselnüsse für Aschenbrödel ist ein Märchen von Božena Němcová und entstand zwischen 1842 und 1845.
In der literaturwissenschaftlichen Literatur ist gelegentlich von einem „Aschenbrödel-“ bzw. „Aschenputtel-Motiv“, einem „Aschenputtel-Muster“ oder einer „Aschenputtel-Struktur“ die Rede, wobei diese jedoch nicht einheitlich definiert ist. Im weitesten Sinne sind hier Geschichten gemeint, in denen eine junge Frau herabgewürdigt und für niedere Arbeiten eingesetzt wird, später aber einen reichen Mann mit hohem Sozialstatus heiratet. In einem engeren Sinne sind nur Geschichten gemeint, in denen eine in bescheidenen Verhältnissen aufgewachsene junge Frau – meist ein Mädchen aus dem Volke – durch Hypergamie, also durch die Heirat mit einem sozial sehr viel höherstehenden Mann – meist einem Angehörigen des hohen Adels – zu Reichtum und Ansehen gelangt.
Das Aschenputtel-Motiv im weiteren Sinne, also das Motiv des ausgenutzten, am Ende der Handlung aber triumphierenden Stief- oder Waisenkindes spielt eine große Rolle im – oft als Trivialliteratur eingestuften – deutschen Frauenroman der Gartenlauben-Zeit und des frühen 20. Jahrhunderts, etwa bei E. Marlitt (Goldelse, 1866) und Hedwig Courths-Mahler (Die Bettelprinzeß, 1914). Das Vorkommen des Motivs ist aber auch in der Hochliteratur aufgewiesen worden, etwa in Jane Eyre (1847) von Charlotte Brontë. Beispiele für Aschenputtel-Romane im engeren Sinne sind Pamela (1740) von Samuel Richardson und Die schöne Melusine (1924) von Hedwig Courths-Mahler.
Erich Kästners Gedicht Aschenbrödel, neu renoviert wie auch Uta Claus’ vulgärdeutsche Nacherzählung verlegen die Handlung in die Gegenwart. So auch Werner Münchow in Cinderellas Asche, wobei die Heldin sich von ihrer passiven Rolle emanzipiert. Anne Sexton macht ein sarkastisches Gedicht daraus, Fabius von Gugel eine weitere Parodie. Bei Tanith Lee verfluchen Mutter und Tochter als Satanisten den König und den Sohn, dass er verrückt wird. In Jane Yolens Gedicht ist Aschenputtel einfach klüger als die Schwestern. Peter Straubs Ashputtle verarbeitet als strenge, bittere Lehrerin ihre Kindheit. In Emma Donoghues Tale of the Shoe schlägt die Uhr zu früh, sie lässt den Prinz stehen und läuft zur Fee. Jane Yolens Cinder Elephant ist die Fetteste, und die Vogelnestschuhe passen nur ihr. Gedichte von Michail Krausnick, Karl Krolow oder Rolf Krenzer spielen mit dem Opfermotiv. Alethea Kontis’ Märchenroman Enchanted orientiert sich vor allem an Aschenputtel, wobei ihr Prinz Der Froschkönig ist. Nina MacKays Aschenputtel und die Erbsen-Phobie mischt diverse Märchen. In Kalynn Bayrons Cinderella is Dead wurde Aschenputtels wahre Geschichte verdreht, der Prinz raubt Frauen die Lebenskraft. Kerstin Hensel stört die Märchenmoral: „… Hack dir die Augen aus / Bevor es die Tauben tun: die Guten die Guten die Guten …“ In Mangas wie Kaori Yukis Ludwig Revolution oder einem weiteren von Nina Werner kommt Aschenputtel auch vor. In Krystyna Kuhns Roman Aschenputtelfluch wird immer die Neue im Internat drangsaliert. Marissa Meyers Luna-Chroniken erzählen es neben weiteren Märchen als Sci-Fi-Romanze neu. Von Nathalie Azoulai ist Aschenbrödel oder der kleine Seidenhandschuh: Leurs Contes de Perrault in Den gegenwärtigen Zustand der Dinge festhalten. Zeitgenössische Literatur aus Frankreich. (die horen, 62, 267, Herbst 2017; dichterische Variante, ironisierend, in Deutsch). Kelly Oram schrieb Cinder & Ella (2018).
Als eines der bekanntesten Märchen ist Aschenputtel Synonym des benachteiligten Mädchens, Stiefkinds oder unscheinbaren Mauerblümchens. Der Volksmund zitiert gern „die guten ins Töpfchen, die schlechten ins Kröpfchen.“ Fontanes kecke Effi Briest sagt ihrer Mutter: „Verzeih, ich will mich nun eilen; du weißt, ich kann auch rasch sein, und in fünf Minuten ist Aschenputtel in eine Prinzessin verwandelt.“ Im Englischen bezeichnet Cinderella-Komplex weibliche Geschlechterstereotypen. In Michelle Martins Roman Männeralarm fühlt die mittellose Taxifahrerin sich auf dem Fest mit dem reichen Banker wie Cinderella. Die antarktischen Ugly Sisters Nunataks sind nach Aschenputtels Stiefschwestern benannt. Cinderella ist ein alkoholfreier Cocktail aus Kokossirup, Grenadine, Ananassaft, Orangensaft und Sahne. The Sinderellas nennt sich eine Künstlergruppe.

Briefmarken des Jahrgangs 1965 der Deutschen Bundespost Berlin
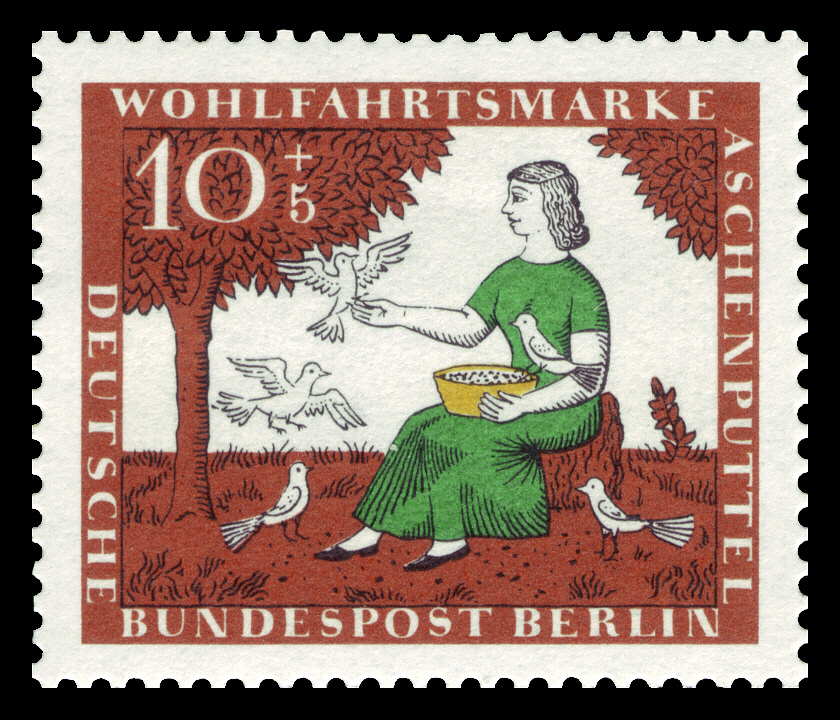
Aschenputtel lässt sich von Tauben beim Lesen der Linsen helfen.
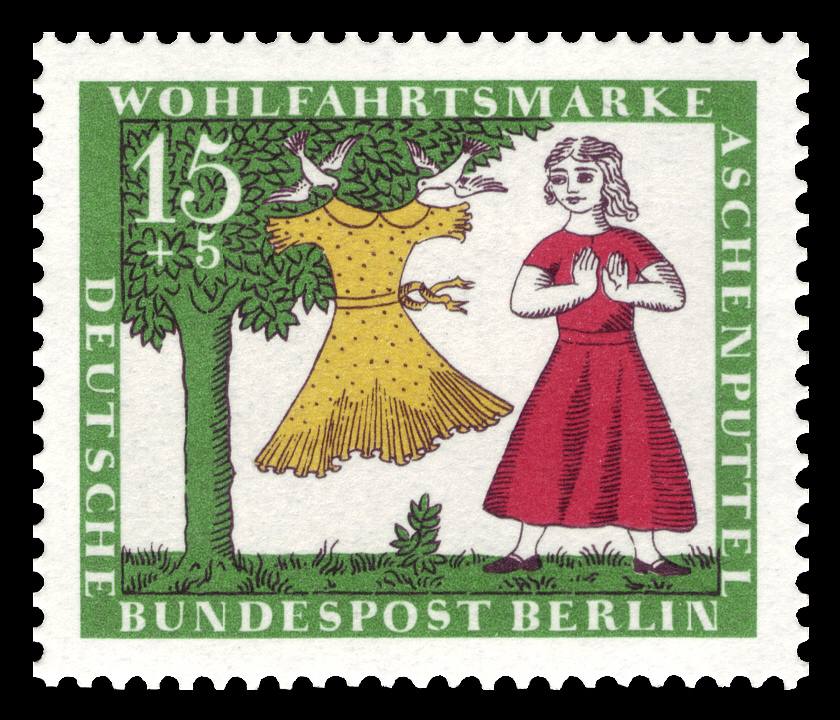
Aschenputtel empfängt ihr Ballkleid aus einem Baum.
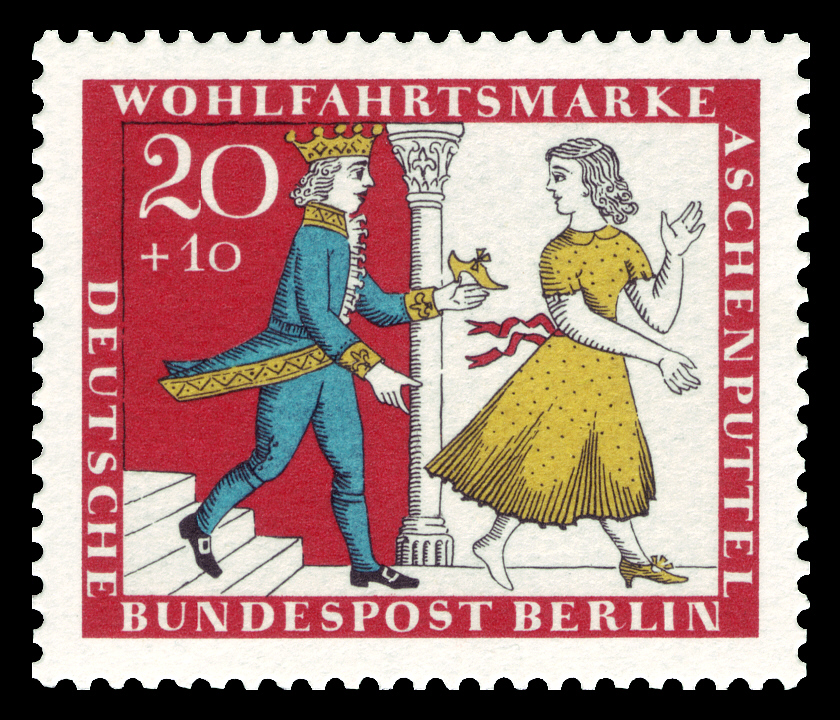
Aschenputtel verlässt das Schloss und verliert einen Schuh.
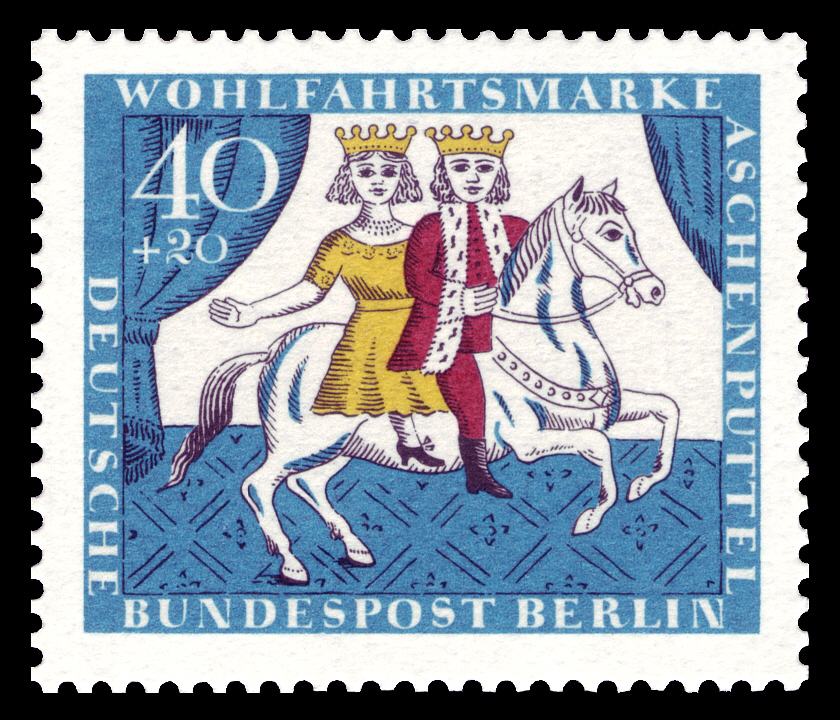
Der Prinz führt Aschenputtel als seine Braut heim.

## Ursprung und Fortentwicklung des Märchens
Nach den Recherchen des Grimm-Forschers Holger Erhardt war die Erzählerin, durch welche die Grimm-Brüder ihre Version sowohl des Aschenputtels als auch das Märchen Der goldene Vogel erfuhren, die in Marburg in einem Siechenhaus 1814 verarmte und kinderlos gestorbene Elisabeth Schellenberg.
Wie auch andere Märchen hat jedoch auch Aschenputtel als Archetypus eine lange Geschichte hinter sich. So finden sich die ersten Spuren bei den Griechen und Römern (Rhodopis), im Kaiserreich China des 9. Jahrhunderts (Youyang zazu); in Persien vor allem Ende des 12. Jahrhunderts in den von Nezāmi verfassten Sieben Schönheiten, auch genannt Die sieben Prinzessinnen, finden sich Vorformulierungen des Aschenbrödel-Motivs. Nach Ulf Diederichs gibt es nicht weniger als 400 zirkulierende Varianten.
Die Wirkung und Weitererzählung des Märchenmotivs von Aschenbrödel ist literarisch vielschichtig. Insbesondere in der Literatur der deutschen, englischen, russischen und französischen Romantik und in der Literatur des international Stilgeschichte bestimmenden Symbolismus finden sich zu Aschenputtel – wie zu vielen Märchenmotiven – interessante Kombinationen und Anklänge. Genannt seien hier Puschkin, Novalis, Tieck, Brentano, Eichendorff, E. T. A. Hoffmann, Hans Christian Andersen, Tennyson, Wilde, Mallarmé, Maeterlinck und Hofmannsthal. Explizit wird das Thema von Aschenbrödel z. B. bei Christian Dietrich Grabbe in dem von ihm 1835 veröffentlichten Aschenbrödel, weiter bei Robert Walser in seinem 1901 in Die Insel veröffentlichten Dramolett Aschenbrödel verwendet. Der russische Dichter Jewgeni Lwowitsch Schwarz schrieb in den 1930er Jahren ein Märchenstück mit dem Titel Aschenbrödel.
Die zentralen Bilder des Märchens sind die Tauben, die Schuhe und in den vielen Varianten auch die Haselnüsse oder der Haselnussbaum. Die Brüder Grimm merkten bereits 1812 an, dass die Tauben als reine Tiere galten, die daher auch „rein lesen“; dieses sprachliche Bild finde sich bereits im alten Deutsch. Tauben sind außerdem seit der griechischen Antike die traditionellen Begleiterinnen Aphrodites. Das Bild der Nuss bzw. der geknackten Nuss gilt als Metapher vollendeter Erkenntnis.

## Kulturgeschichtliche Überformungen
Aschenputtel hat zahlreiche Dramen, Opern sowie eine Reihe von Werken der Bildenden Kunst und Filme inspiriert. Ein Märchenbrunnen in Wuppertal und ein Märchenbrunnen in Weißenfels zeigen Aschenputtel-Motive. Eine Skulptur steht im Märchenbrunnen im Volkspark Friedrichshain, eine im Märchenbrunnen im Schulenburgpark in Berlin, eine Statue im Josaphatpark.

### Kunst

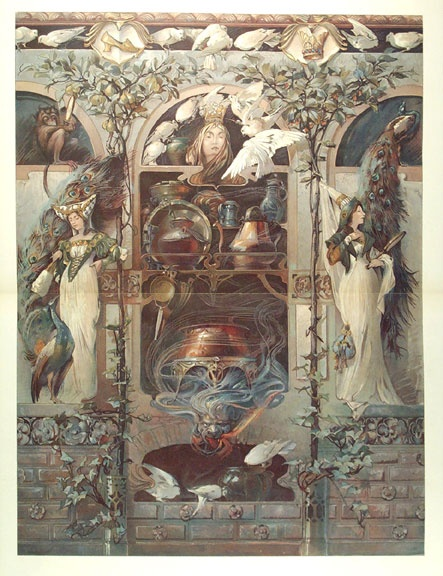
Lithografie von Anton Seder

- Moritz von Schwind, Bilderzyklus zu Aschenbrödel, 1852/1854
- Gustave Doré, Cendrillion (Illustrationen) in Charles Perraults Märchen, 1862
- Edward Burne-Jones, Cinderella (Gemälde), 1863
- John Everett Millais, Cinderella (Gemälde), ca. 1880
- Walter Crane, Illustrationen zu Cinderella, 1882
- Margaret MacDonald Mackintosh, Cinderella, (Gemälde: 25,4 × 11,5 cm); 1901–1923[59]
- Adolf Münzer, Prachtillustrationen zu Aschenputtel: Neun Farbbilder und sechs Zeichnungen in schwarz-weiß, 1904[60]
- Arthur Rackham, Ashenputtel (Illustrationen) in Grimm’s Fairy Tales, 1909
- Edmund Dulac, Cinderella (Illustrationen) in Sleeping Beauty and other Fairy Tales bei Hodder and Stoughton, London, 1910
- Charles Folkard, Cinderella (Illustration), 1911
- Deutscher Märchenwald Altenberg, Aschenputtelhäuschen, 1931
- Katharina Szelinski-Singer, Kalksteinskulptur Aschenputtel am Märchenbrunnen im Schulenburgpark in Berlin-Neukölln, 1970
- Ernst Fuchs, Cinderella mit dem Zwerg, Gemälde von in Öl-Eitempera Mischtechnik auf Leinwand, 100 × 130 cm, 1988[61]

### Oper

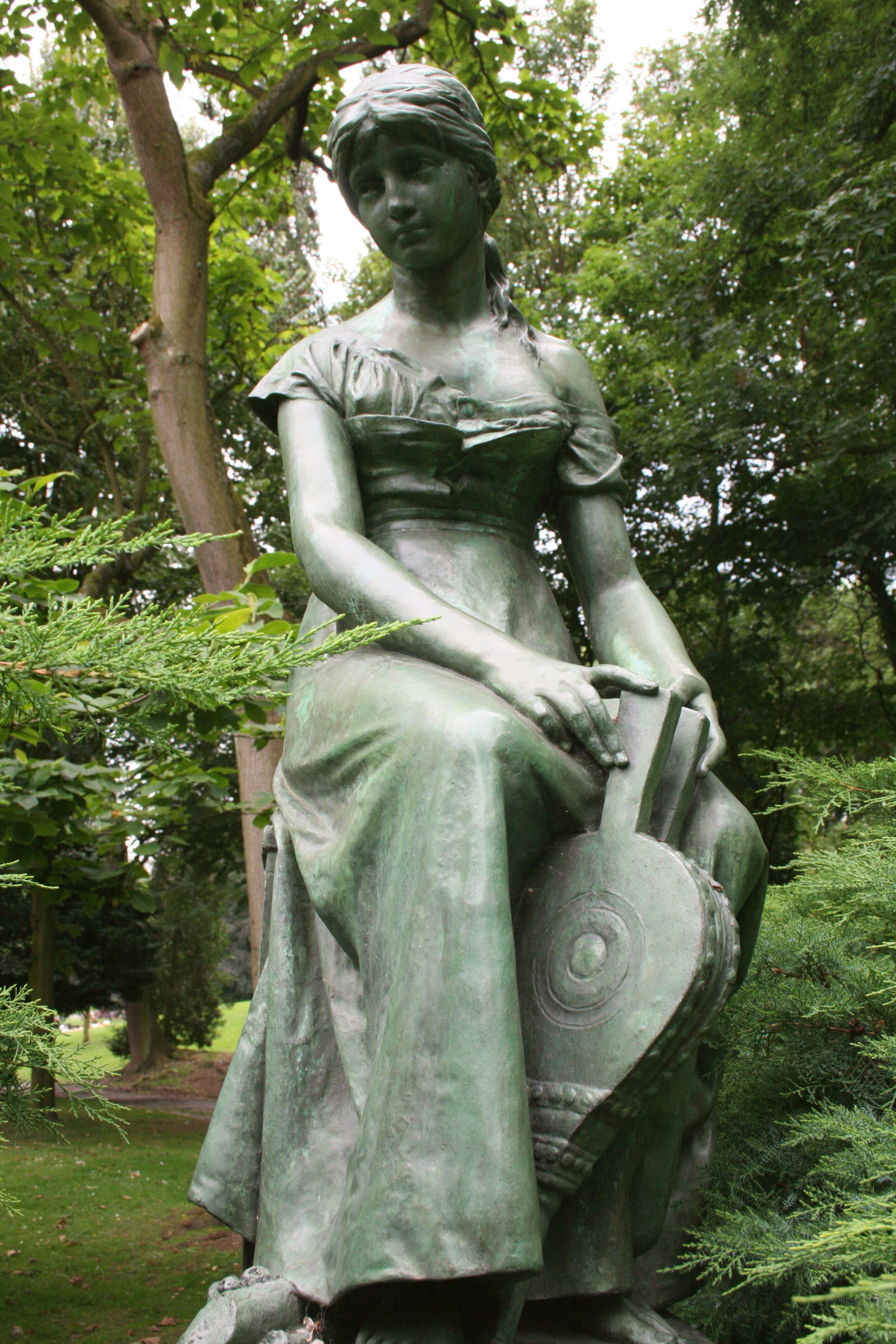
Bronzestatue von Edmond Lefever im Josaphatpark, Brüssel

- Jean-Louis Laruette, Cendrillon (Oper), 1759
- Carlo Goldoni, La buona figliuola. Opernlibretto, 1754; vertont von Niccolò Piccinni: La buona figliuola, 1760
- Daniel Steibelt, Cendrillon (Oper), 1810
- Nicolas Isouard, Cendrillon (Oper), 1810
- Gioachino Rossini, La Cenerentola, 1817
- Jules Massenet, Cendrillon: conte de fées d’après Perrault par Henri Cain. Oper, UA: 1899 in Paris
- Ermanno Wolf-Ferrari, La Cenerentola (italienische Fassung, UA: 1900 in Venedig) / Aschenbrödel: musikalisches Märchen in 3 Akten (deutsche Fassung, EA: 1902 in Bremen). Oper, Text: Maria Pezzé Pascolato nach Charles Perrault[62]
- Pauline Viardot-Garcia (Text und Musik), Cendrillon: Opéra comique en 3 tableaux / Opérette de salon (für Sologesang, Chor und Klavier). UA: 1904 in Paris[63]
- Leo Blech, Aschenbrödel: ein Märchen in drei Aufzügen von Richard Batka. Oper, UA: 1905 in Prag
- Peter Maxwell Davies, Cinderella. Kinderoper in zwei Akten, UA: 1980 in Kirkwall
- Alma Deutscher, Cinderella. Kinderoper, UA: 2016 in Wien

### Theater

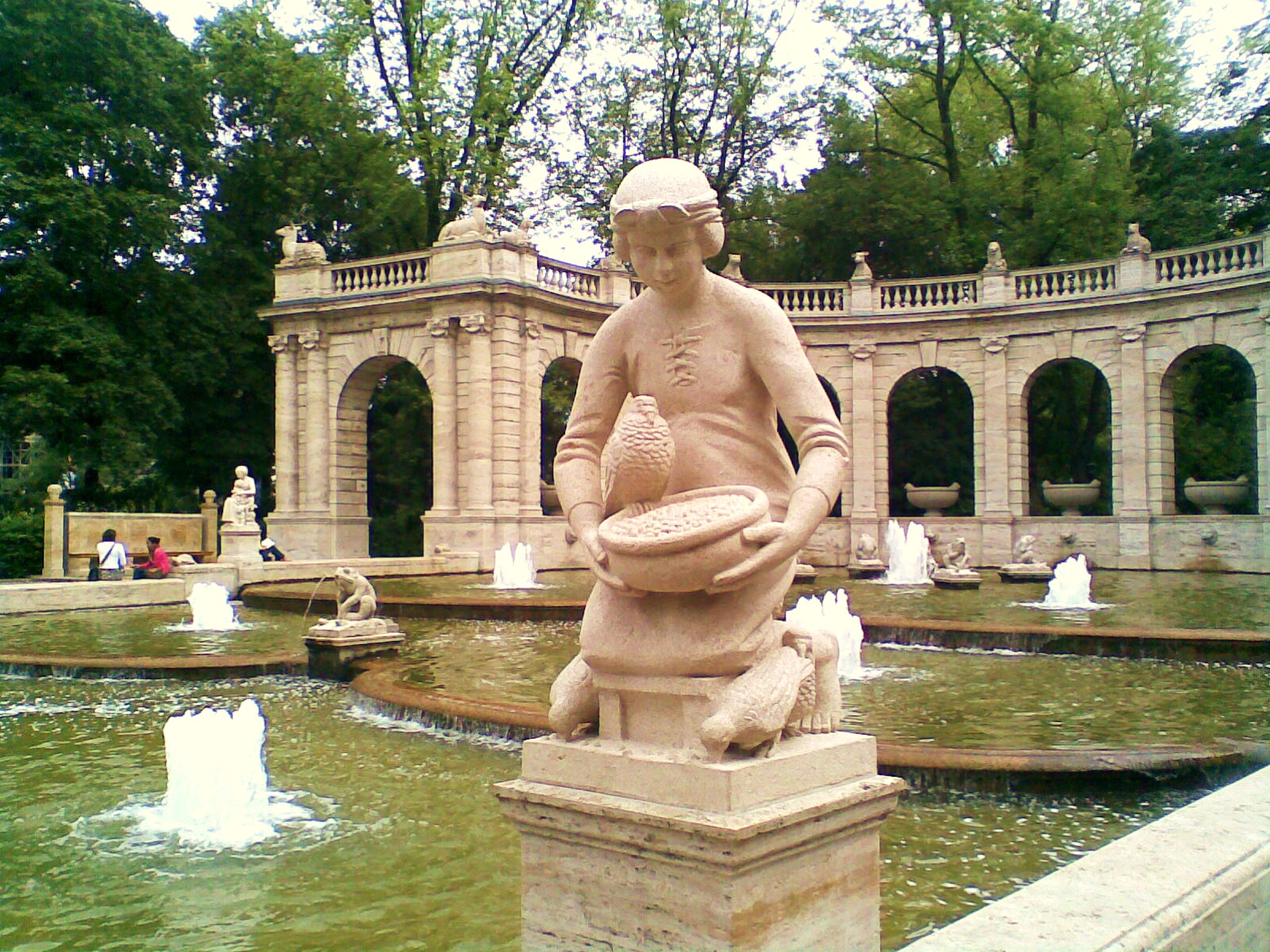
Märchenskulptur im Märchenbrunnen im Volkspark Friedrichshain, 1913

- Johann Nestroy, Nagerl und Handschuh (Parodie), 1832
- Erich Kühn, Aschenputtel (Theaterstück)
- Jewgeni Lwowitsch Schwarz, Aschenbrödel (Theaterstück), ~ 1934
- Robert Bürkner, Aschenputtel, 1940
- Joël Pommerat, Cendrillon, 2011

### Ballett

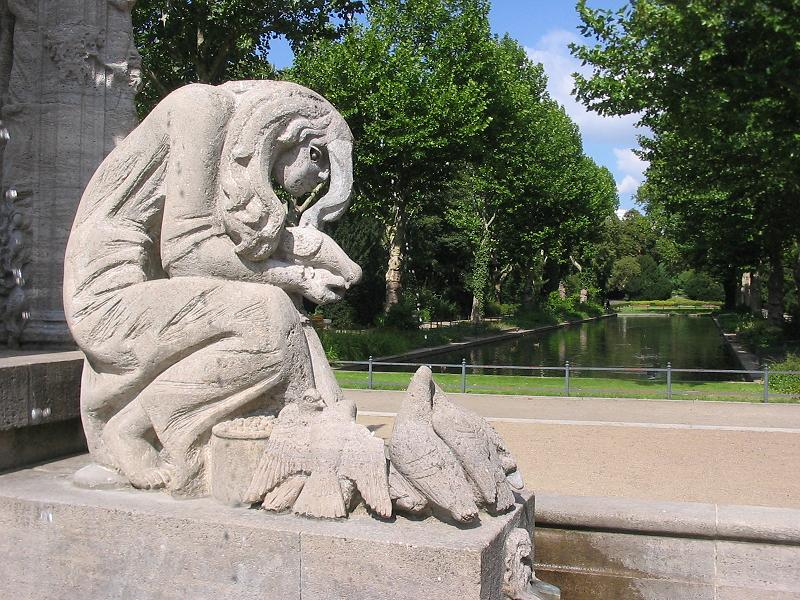
Aschenputtel-Skulptur am Märchenbrunnen im Schulenburgpark von Katharina Szelinski-Singer, 1970

- Johann Strauss, Aschenbrödel, 1901
- Milan Ristić, Pepeljuga, 1943
- Sergej Prokofjew, Cinderella (Soluschka), 1940–1944

### Musical

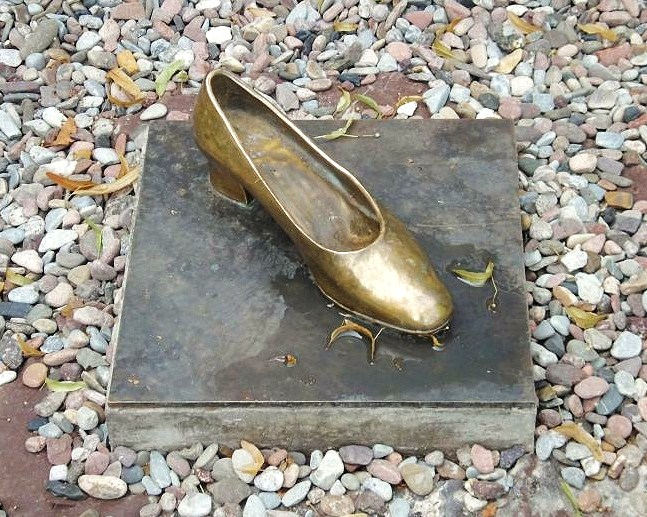
Aschenputtels Schuh an der Burgruine in Polle

- Cinderella (TV-Musical), von Rodgers und Hammerstein, 1957
- Into the Woods, Musical, 1987
- Peter Lund, Thomas Zaufke: Cinderella paßt was nicht, Musical, D 2000
- Cinderella the Musical, Musical, Japan 2008
- Cinderella – das märchenhafte Popmusical, Musical, D 2010
- Cinderella (Andrew Lloyd Webber Musical), Musical, 2021
- Aschenputtel (Brüder-Grimm-Festspiele Hanau 2023), Musical, 2023[64]

### Musik
Eugen d’Albert komponierte Aschenputtel Suite op. 33, 1924. In Georges Brassens’ Chanson la chasse aux papillons von 1952 kommt Cendrillon auch vor. Cenerentola ist eine Single von Martinelli (1985), Cinderella ein Lied der Band Erste Allgemeine Verunsicherung (1994), Cinderella Man von Eminem (2010), Sinderella eine Doppel-CD von The Tiger Lillies (2009). Im Juli 2020 erschien die Single Cinderella von Pietro Lombardi, die in Deutschland Platz 4 und mit über 200.000 Verkäufen Gold-Status erzielen konnte.
Auch unter dem Titel „Aschenbrödel“ gibt es einige Veröffentlichungen. Thomas Spitzer schrieb für Mike Krüger den Text zu dem Lied Aschenbrödel, Aschenknödel (1998). 2019 veröffentlichte die Band Faun den Titel Aschenbrödel.

### Film- und Fernsehadaptionen

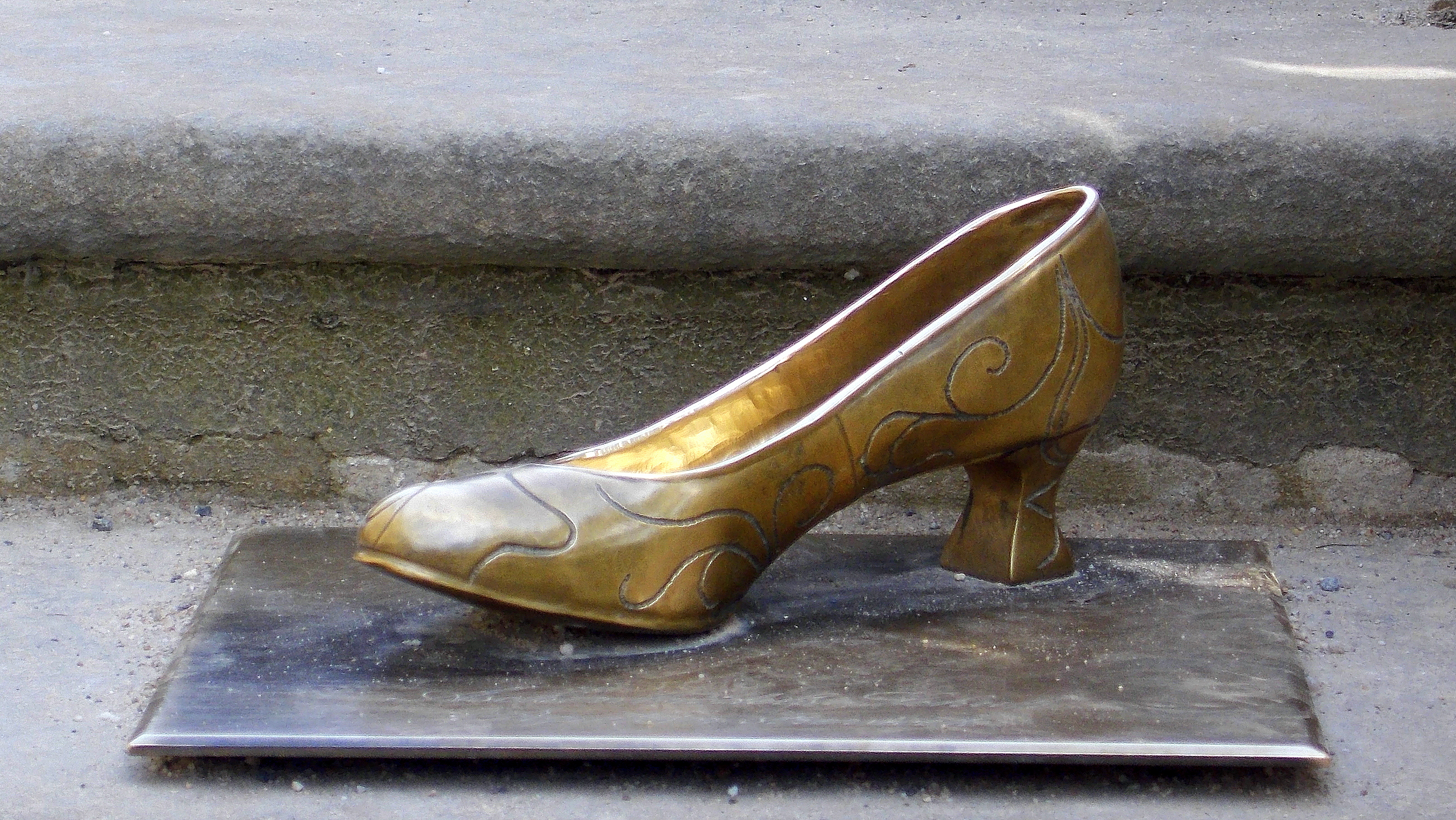
Aschenputtels Schuh auf Schloss Moritzburg (Sachsen)

- 1899: Cendrillon – Regie: Georges Méliès
- 1916: Aschenbrödel, auch Askepot, Deutschland – Regie: Urban Gad
- 1922: Aschenputtel, Deutschland, Scherenschnitt-Zeichentrickfilm – Regie: Lotte Reiniger
- 1923: Der verlorene Schuh, Deutschland – Regie: Ludwig Berger
- 1941: Prinzessin Aschenbrödel (Cenerentola e il signor Bonaventura), Italien, Spielfilm – Regie: Sergio Tofano
- 1947: Aschenbrödel – Regie: Michail Schapiro und Nadeschda Koschewerowa
- 1950: Cinderella – Zeichentrickfilm der Walt-Disney-Studios, Regie: Clyde Geronimi, Wilfred Jackson und Hamilton Luske
- 1955: Aschenputtel – Regie: Fritz Genschow
- 1955: Der gläserne Pantoffel – Regie: Charles Walters
- 1960: Aschenblödel – Regie: Frank Tashlin
- 1973: Drei Haselnüsse für Aschenbrödel (Tři oříšky pro Popelku) – Regie: Václav Vorlíček
- 1976: Aschenbrödel – Regie: Alexander Wikarski
- 1977: Cinderellas silberner Schuh (The Slipper and the Rose) – Regie: Bryan Forbes
- 1977: Liebe im Raumschiff Venus (Cinderella 2000) – Regie: Al Adamson
- 1978: Cinderella in Harlem (Cindy) – Regie: Billy Graham und  Bob Rosenbaum (moderne, fast ausschließlich mit afro-amerikanischen Schauspielern gedrehte Adaption)[68]
- 1981: The Tender Tale of Cinderella Penguin, Kanada, animierter Kurzfilm – Regie: Janet Perlman
- 1984: Cinderella ’80 (Cenerentola ’80) – Regie: Roberto Malenotti
- 1985: Aschenputtel (Faerie Tale Theatre – Cinderella) – Regie: Mark Cullingham
- 1987: Gurimu Meisaku Gekijō (japanische Zeichentrickserie), Folge 23–24: Aschenputtel
- 1989: Aschenputtel – Regie: Karin Brandauer
- 1997: Rodger & Hammerstein’s Cinderella – Regie: Robert Iscove
- 1998: Auf immer und ewig (Ever After: A Cinderella Story)
- 1999: SimsalaGrimm (deutsche Zeichentrickserie), Staffel 2, Folge 7: Aschenputtel
- 2001: Aschenputtels Geheimnis (Confessions of an Ugly Stepsister) – Regie: Gavin Millar
- 2004: Ella – Verflixt & zauberhaft (Ella Enchanted) – Regie: Tommy O’Haver
- 2004: Cinderella Story (A Cinderella Story) – Regie: Mark Rosman
- 2007: Die ProSieben Märchenstunde (Fernsehserie), Staffel 3: Aschenputtel – Für eine Handvoll Tauben
- 2008: Another Cinderella Story – Regie: Damon Santostefano
- 2010: Aschenputtel, Deutschland, Märchenfilm der ZDF-Reihe Märchenperlen – Regie: Susanne Zanke
- 2010: Elle: Sing für Deinen Traum (Elle: A Modern Cinderella Tale) – Regie: John Dunson, Sean Dunson
- 2011: Aschenputtel, Deutschland, Märchenfilm der 4. Staffel aus der ARD-Reihe Sechs auf einen Streich – Regie: Uwe Janson
- 2011: Cinderella – Ein Liebesmärchen in Rom – Regie: Christian Duguay
- 2011: Once Upon a Time – Es war einmal … (US-amerikanische Fantasyserie), Folge 4
- 2011: A Cinderella Story – Es war einmal ein Lied (A Cinderella Story: Once Upon a Song) – Regie: Damon Santostefano
- 2012: Rags – Regie: Bille Woodruff
- 2015: Cinderella – Regie: Kenneth Branagh
- 2021: Cinderella – Regie: Kay Cannon
- 2021: Drei Haselnüsse für Aschenbrödel (Tre nøtter til Askepott) – Regie: Cecilie Mosli
- 2022: Sneakerella – Regie: Elizabeth Allen Rosenbaum

Einzelmotive bzw. Anklänge finden sich auch in First Love (1939), Grimms Märchen von lüsternen Pärchen (1969), 3 Misses (1998), Gespenster (2005), Shrek der Dritte (2007), Cinderella – Wahre Liebe siegt (2007), Rags (2012), Into the Woods (2014), Tell Me a Story (2019). Auch die Sesamstraße parodiert Aschenputtel.

### Perrault
- Französische Originalversion: Charles Perrault: Cendrillon. La petite pentoufle de verre. Conte. In: Histoires ou Contes du temps passé. Claude Barbin, Paris 1697, S. 117–148 (gallica.fr). Wikisource
- Deutsche Version von 1852: Aschenbrödel oder der kleine Glaspantoffel. In: Julius Grimm (Hrsg.): Neues Mährchenbuch für Knaben und Mädchen von Carl Perrault und Madame d’Aunoy. Th. Grieben, Berlin 1852, S. 33–39, urn:nbn:de:bvb:12-bsb10760701-3.

### Grimm
- Version von 1812: Aschenputtel. In: Brüder Grimm (Hrsg.): Kinder- und Haus-Märchen, Große Ausgabe. 1. Auflage. Band 1. Realschulbuchhandlung, Berlin 1812, S. 88–101. Wikisource
- Version von 1819: Aschenputtel. In: Brüder Grimm (Hrsg.): Kinder- und Haus-Märchen, Große Ausgabe. 2. Auflage. Band 1. G. Reimer, Berlin 1819, S. 114–123. Wikisource

### Bechstein
- Aschenbrödel. In: Ludwig Bechstein (Hrsg.): Deutsches Märchenbuch. Georg Wigand's Verlag, Leipzig 1846, S. 242–244, urn:nbn:de:bvb:12-bsb10056869-9.

## Textausgaben verschiedener Fassungen
- Alfred Auerbach: Aschenbrödel. Ein Märchen in neuzeitlicher Form in 4 Bildern. Arbeiter-Theaterverlag, Leipzig, 1931.
- Margrit Glaser (Bearb.): Aschenputtel. Ein Märchenspiel nach Gebrüder Grimm für die Bühne bearbeitet von Margrit Glaser. Inszenierung Hilde Hellberg/Stadt-Theater Worms, Spielzeit: 1946/47.
- Ludwig Bechstein: Deutsches Märchenbuch – Sämtliche Märchen. Hrsg. von Walter Scherf. Vollständige Ausgabe nach der Ausgabe letzter Hand unter Berücksichtigung des Erstdrucks, mit Anmerkungen und einem Nachwort versehen von Walter Scharf. Mit 187 Illustrationen von Ludwig Richter. Darmstadt, 1966.
- Brüder Grimm: Kinder- und Hausmärchen. Ausgabe letzter Hand mit den Originalanmerkungen der Brüder Grimm. Mit einem Anhang sämtlicher, nicht in allen Auflagen veröffentlichter Märchen und Herkunftsnachweisen herausgegeben von Heinz Rölleke. Band 3: Originalanmerkungen, Herkunftsnachweise, Nachwort. S. 46–51, S. 451–452. Durchgesehene und bibliographisch ergänzte Ausgabe, Stuttgart 1994. (Reclam-Verlag; ISBN 3-15-003193-1)
- Ulf Diederichs: Who’s who im Märchen. Dtv 2002, ISBN 3-423-32537-2.
- Marian Roalfe Cox: Cinderella: 345 Variants of Cinderella, Catskin and Cap o’Rushes. Kraus Reprint 1967. (Referenzwerk, ohne die Varianten aus dem asiatischen Sprachraum)
- Das Kabinett der Feen. Französische Märchen des 17. und 18. Jahrhunderts. Hrsg. Friedemar Apel und Norbert Müller, München 1984.
- Božena Němcová: Drei Haselnüsse für Aschenbrödel. Eulenspiegel-Verlag, Berlin 2002.